# Lady Gaga
Stefani Joanne Angelina Germanotta (IPA: ˈstɛfəniː dʒərməˈnɒtə), művésznevén Lady Gaga (New York, New York, 1986. március 28. –) Oscar-, Emmy-, kétszeres Golden Globe-, és tizennégyszeres Grammy-díjas olasz származású amerikai énekes-dalszerző és színésznő. Arculatváltásairól és a szórakoztatóiparban való sokoldalúságáról ismert, a könnyűzene egyik meghatározó alakja, akit popikonként tartanak számon.
Gaga kezdetben középiskolai darabokban szerepelt, majd a New York Egyetem Tisch School of the Arts művészeti tagintézményének CAP21 képzésére kezdett járni, ám félbehagyta tanulmányait, hogy elkezdhesse zenei karrierjét. Miután a Def Jam Recordings kiadó szerződést bontott vele, Gaga a Sony/ATV Music Publishing-nek kezdett dolgozni dalszövegíróként. Ott Akon R&B énekes felfigyelt hangi adottságaira, aki segített neki, hogy 2007-ben leszerződhessen az Interscope Records-hoz és saját kiadójához, a Kon Live Distributionhöz. 2008-ban megjelent The Fame című elektropop stílusú debütáló albuma kritikai és kereskedelmi szempontból egyaránt nagy sikert aratott, és olyan világslágerek jelentek meg róla kislemezként, mint a Just Dance és a Poker Face. Ezt követően 2009-ben adták ki hasonlóan kitörő sikerrel The Fame Monster című középlemezét, rajta három újabb világszerte első helyezéseket elérő számmal, a Bad Romance-szel, a Telephone-nal és az Alejandróval.
Gaga soron követő öt stúdióalbuma mind az amerikai Billboard 200 lista első helyén debütált. Born This Way címmel 2011-ben jelent meg második nagylemeze, amelyből az Egyesült Államokban több mint egymillió példányt adtak el megjelenése hetében. Címadó dala a megannyi slágerlistás siker mellett az iTunes történetének leggyorsabban fogyó száma lett. 2013-ban kiadott EDM műfajú Artpop című harmadik nagylemezéről megjelent az Applause című slágere. Ezt követően Gaga elhagyta a dance-pop stílust és 2014-ben Tony Bennett-tel közösen kiadta a Cheek to Cheek című dzsesszalbumot, majd 2016-ban a country-pop és soft-rock-inspirálta Joanne-t. Színészi pályafutásából kiemelendő főszerepe az Amerikai Horror Story: Hotel (2015–2016) című sorozatban, amelyért Golden Globe-díjat kapott, valamint Ally alakítása a Csillag születik (2018) című zenés drámában, amelyért többek között Oscar-díjra is jelölték A legjobb női főszereplő kategóriában. A Csillag születik filmzenei albumával, valamint annak Shallow című világszerte listavezető dalával, Gaga az első női előadóvá vált, aki ugyanazon évben Oscar-, Grammy-, BAFTA-, és Golden Globe-díjat nyert. Chromatica (2020) című hatodik stúdióalbumával Gaga visszatért dance-pop stílusú zenei gyökereihez és kiadta a Rain on Me című listavezető dalát, majd megjelentette második és egyben utolsó közös albumát Bennett-tel, a Love for Sale-t (2021). Ezt követte A Gucci-ház (2021) és a Joker: Kétszemélyes téboly (2024) című filmekben való főszereplése, valamint az indusztriális-dance stílusú Mayhem (2025) című stúdióalbuma, rajta a Die with a Smile című listavezető kislemezzel.
Világszerte 170 millió példányszámban értékesített felvételeivel minden idők egyik legtöbb zenei kiadványt értékesítő előadója, valamint az egyetlen női előadó, akinek négy dala is több mint 10 millió példányban kelt el világszerte. Elismerései között szerepel számos Guinness-rekord, 14 Grammy-díj, illetve ő kapta a Dalszerző Hírességek Csarnokának első Kortárs-Ikon díját. Divatikon életműdíjat kapott az Amerikai Divattervezők Tanácsától, rendszeresen bekerül a Billboard év végi sikerlistáiba, illetve a Forbes legbefolyásosabb és legnagyobb bevételt elérő embereit rangsoroló listáiba. 2012-ben a negyedik helyen végzett a VH1 A 100 legnagyobb női zenész listáján, majd 2013-ban a Time magazin a második legbefolyásosabb személynek választotta az elmúlt évtizedet tekintve. 2015-ben a Billboard az Év nőjének nevezte. Ismert jótékonysági és társadalmi tevékenységeiért is, többek között küzd az LMBT-jogokért, a HIV/AIDS megelőzéséért, illetve 2012-ben létrehozta a Born This Way Alapítványt, amely a fiatalok bátorítására, a mentális egészség megóvására, valamint a fizikai és lelki bántalmazások megelőzésére összpontosít. Üzleti vállalkozásai közé tartozik a 2019-ben Haus Laboratories néven létrehozott vegán kozmetikai márkája.

## Élet és karrier

### 1986–2004: Gyermekkor, iskolás évek

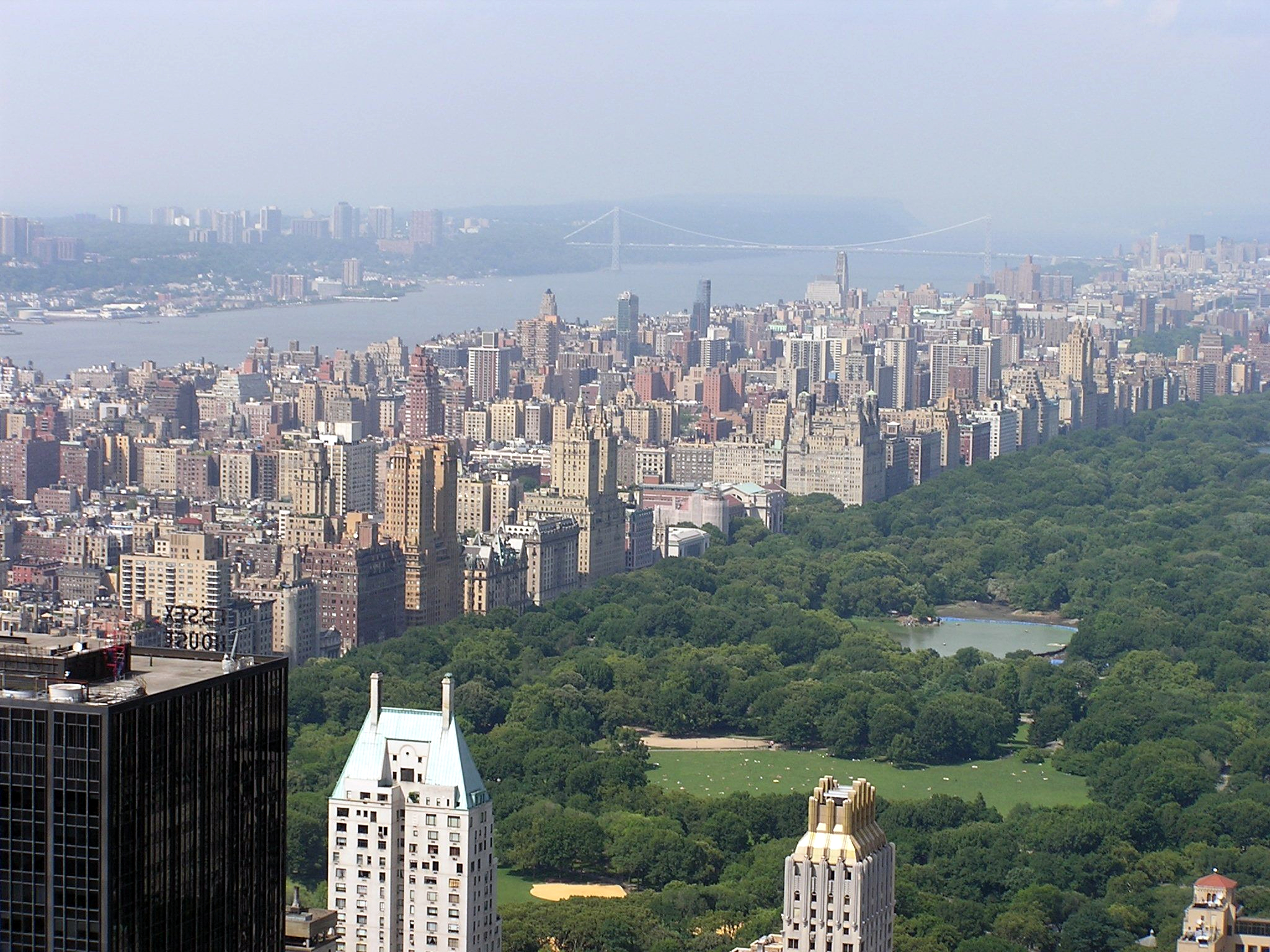
Gaga a New York-i Upper West Side városnegyedben nőtt fel

Stefani Joanne Angelina Germanotta 1986. március 28-án, New Yorkban született, olasz származású amerikai szülei, Joseph és Cynthia Germanotta (leánykori nevén Cynthia Bissett) első gyermekeként. Édesanyja üzleti vezető, édesapja internetes vállalkozó. Divattervező húga, Natali 1992-ben született. Stefani négyévesen kezdett el zongorázni, 13 évesen írta első zongoradarabját, 14 évesen pedig már fellépésekre járt. 11 éves korától a Convent of the Sacred Heart római katolikus leányiskolában tanult. Az iskolai musicalekben Germanotta többször is főszerepet kapott, például Adelaide-t alakította a Macsók és macákban és Philiát az Ez mind megtörtént útban a Fórum felében. A Lee Strasberg Színház- és Filmművészeti Intézetben tíz évig módszer-színjátszást is tanult. Elmondása szerint iskolai életét sok, kemény tanulás és nagy fegyelem jellemezte, ugyanakkor megjegyezte: „sokszor túl provokatív voltam, vagy túlságosan különc, ebből sok problémám adódott, ezért igyekeztem visszafogni magam. Nem illettem oda, folyton valami csodabogárnak éreztem magam”. Ismerősei is azt mondták, nehezen illeszkedett be az iskolájában. „Volt egy állandó baráti társasága és jó tanuló volt. Sok fiúval volt barátságban, de számára az éneklés volt a legfontosabb dolog", emlékezett vissza egyik osztálytársa. Stefani sikertelenül vett részt számos New York-i műsor meghallgatásán, habár 2001-ben egy kis szerepben, középiskolás diákként feltűnt a Maffiózok „The Telltale Moozadell” című epizódjában. Később a zene iránti szeretetéről azt mondta:
Nem tudom pontosan, honnan ered a zene iránti vonzalmam, de nekem ez a legtermészetesebb. Amikor hároméves voltam, lehet, hogy még fiatalabb is, anyukám mindig elmondja ezt az igazán kínos történetet, amikor segítséggel megtámasztottam magam, és így játszom a billentyűket, mert túl fiatal és alacsony voltam ahhoz, hogy végig odaérjek. Csak menj így a zongora alsó végéig ... Nagyon-nagyon jól értettem a zongorához, ezért az első ösztönöm az volt, hogy keményen gyakoroltam. Lehet, hogy a tánc nem jön természetesen, de a zene igen. Úgy hiszem, ez az a dolog, amiben a legjobb vagyok.
2003-ban 17 évesen felvételt nyert a New York-i Egyetem Tisch School of the Arts művészeti iskolájába, ahol zene szakra kezdett járni. Dalszövegírói képességeinek fejlesztése mellett remek esszéket és elemző dolgozatokat írt művészet, vallás, szociológia és politológia témákban. 2005-ben másodéves volt, amikor az egyetemet félbehagyva úgy döntött, inkább zenei karrierjére fókuszál. Édesapja nem tartotta vissza tervétől, és megígérte, hogy egy évig fizeti a lakbérét, azzal a feltétellel, hogy ha nem jár sikerrel, visszamegy az egyetemre. „Otthagytam az egész családomat, megszereztem a legolcsóbb lakást, és sz*rt ettem, várva hogy valaki majd felfedez” – mondta Stefani. Ugyanabban az évben Stefani egy gyanútlan éttermi vendéget alakított az MTV csatorna Boiling Points című átverős televíziós műsorában.
2014-ben Gaga bevallotta, hogy 19 éves korában szexuális erőszak áldozatává vált. Az énekesnő így fogalmazott: „rettenetes dolgokon mentem keresztül, amin most már mosolyogni tudok. Évekig terápiákra jártam, hogy mind mentálisan, mind fizikálisan meggyógyuljak”. Gaga elárulta, hogy a történtek miatt PTSD-ben, azaz poszttraumás stresszben szenved, valamint hogy „az orvosok, a család és barátok támogatása mentette meg az életét”. 2021-ben Gaga további részleteteket osztott meg az erőszakkal kapcsolatban: elárulta, hogy az elkövető egy producer volt, aki akkor teherbe is ejtette az énekesnőt. Gaga azt a döntést hozta, hogy nem nevezi meg bántalmazóját, mert „soha többé nem akar szembenézni azzal a személlyel.”

### 2005–2007: Karrier kezdete
2005-ben Gaga két dalt vett fel Melle Mel hiphop énekesnővel Cricket Casey The Portal in the Park című gyermekregényének hangoskönyvéhez. Később néhány New York-i barátjával közösen megalapították az SGBand együttest. Egy New Jersey-i italbolt alatti stúdióban készítettek egy középlemezt, amelynek dalai Fiona Apple balladáira emlékeztetnek. New York-szerte számos koncertet adtak és a belvárosi Lower East Side-i klubélet állandó szereplőivé váltak. 2006 júniusában a Dalszerző Hírességek Csarnokának beiktató rendezvénye után, Wendy Starland tehetségkutató ügynök bemutatta Gagát Rob Fusari zenei producernek. Fusari együttműködött Gagával, aki naponta utazott New Jersey-be, elősegítve dalainak fejlesztését és új anyagok összeállítását. A producer elmondta, hogy 2006 májusában randevúzni kezdtek, és azt állította, hogy ő volt az első ember, aki „Lady Gagának” hívta, amely a Queen Radio Ga Ga dalából származott. Kapcsolatuk 2007 januárjáig tartott.

Fusari és Gaga megalapították a Team Lovechild korlátolt felelősségű társaságot Gaga karrierjének népszerűsítése érdekében. Elektropop stílusú dalokat gyártottak, melyeket aztán különféle zenei vezetőknek küldtek szét. Joshua Sarubin, a Def Jam Recordings kiadó egyik vezetője pozitívan reagált a felvételekre, és miután Sarubin felettese, Antonio "L.A." Reid jóváhagyta, Gaga 2006 szeptemberében leszerződött a Def Jamhez. Három hónappal később a kiadó felbontotta a szerződést és Gaga hazaköltözött családjához. Ezek után neoburleszk előadásokon kezdett fellépni, melyek elmondása szerint a szabadságot jelentették. Ez idő alatt ismerkedett meg Lady Starlight előadóművésszel, aki segített neki megformálni színpadi személyét. Immár művésznevét használva együtt léptek fel több belvárosi klubban – úgy mint a Mercury Lounge, a The Bitter End, valamint a Rockwood Music Hall – saját élő showjukkal, a Lady Gaga and The Starlight Revue-vel. Műsoruk szórakoztató pop/rock show és az 1970-es évek művészetének keveréke volt. 2007 augusztusában felkérték őket, hogy lépjenek fel műsorukkal a Lollapalooza amerikai zenei fesztiválon.

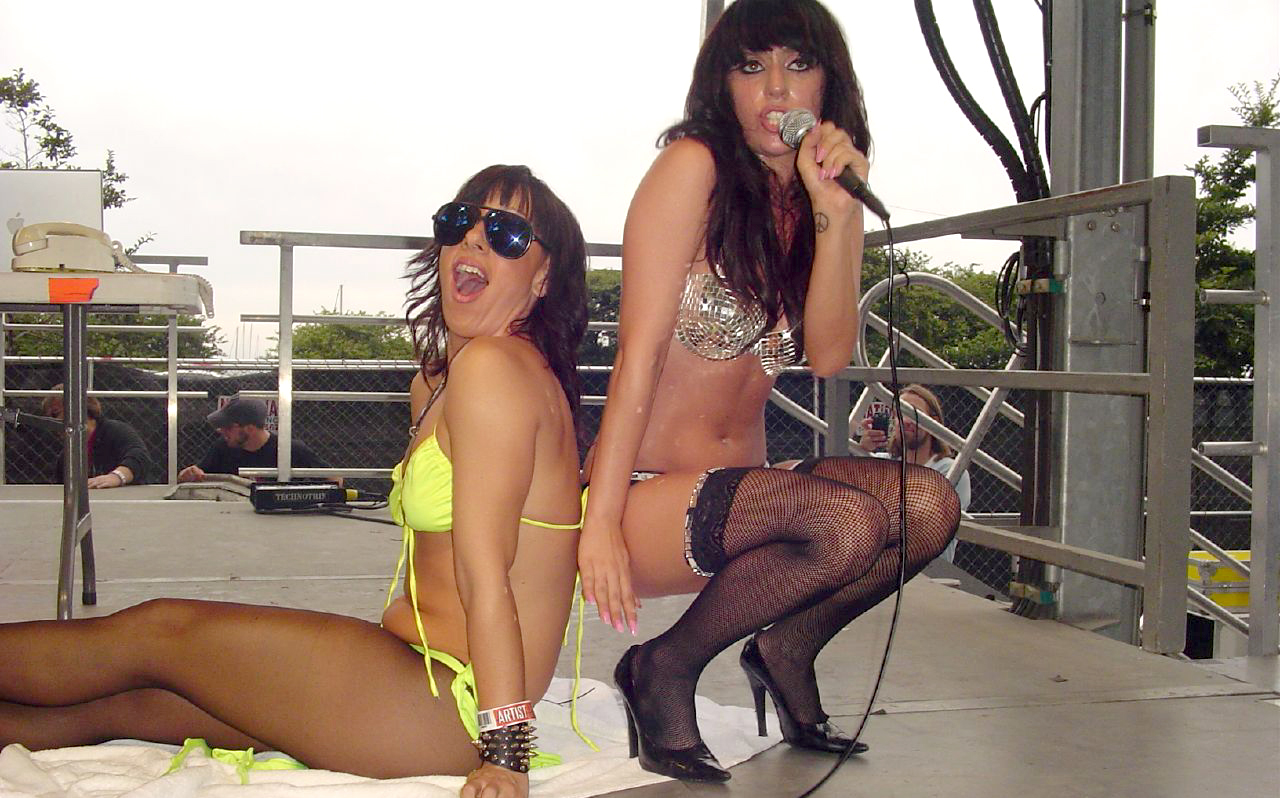
Lady Gaga (jobbra) és Lady Starlight (balra) a 2007-es Lollapalooza fesztiválon

Lady Gaga karrierje elején csak az avantgárd elektronikus és a dance zenével foglalkozott, később talált rá saját stílusára, amikor keresztezte mindezt a popzenével, illetve a David Bowie és Queen-féle glam rockkal. Amíg Gaga és Starlight felléptek, Fusari továbbfejlesztette a vele készített dalokat, és elküldte azokat Vincent Herbert producernek és zenei vezetőnek. 2007 novemberében Herbert leszerződtette Gagát saját kiadójához, az abban a hónapban létrehozott Streamline Records-hoz, amely az Interscope Records lemezcég jogtulajdonában áll. Az énekesnő később úgy beszélt Herbertről, mint a férfi, aki felfedezte őt. Miután a Famous Music Publishingnél gyakornok dalszövegíróként dolgozott, Gaga szerződést kötött a Sony/ATV Music Publishing céggel, amelynek keretében dalszövegeket írt Britney Spearsnek, Fergienek, a Pussycat Dollsnak, valamint a szintén a Streamline-nál lévő New Kids on the Block együttesnek. Az Interscope kiadónál lévő Akont lenyűgözte Gaga énekesi képessége, amikor meghallotta őt a stúdióban énekelni. Akon meggyőzte Jimmy Iovine-t, az Interscope Geffen A&M Records (a Def Jam testvérvállalata) elnök-vezérigazgatóját, hogy kössenek közös üzletet úgy, hogy Gagát Akon saját, KonLive nevezetű lemezcégéhez is leszerződtetik, ezzel „franchise-játékosává” téve őt.
2007 végén Gaga megismerkedett a dalszerző és producer RedOne-nal. A páros közösen kezdett el dolgozni és felvették az énekesnő több későbbi slágerét, mint a Just Dance és a Poker Face. Gaga az Interscope részeként működő Cherrytree Recordshoz is csatlakozott, ahol Martin Kierszenbaum producer-dalszövegíróval dolgozott együtt több dalon is. Annak ellenére, hogy lemezmegállapodást kötött, Gaga azt mondta, hogy néhány rádióállomás a zenéjét túlságosan „tánc-orientáltnak” és „undergroundnak” találta a mainstream piac számára, mire ő annyit válaszolt: „A nevem Lady Gaga, évek óta a zene színterén állok, és én mondom neked, ez fog most következni.”

### 2008–2010: Áttörés aThe Fame-mel és aThe Fame Monster-rel

Lady Gaga fellépés közben egy atlantai bárban 2008-ban

2008-ban Lady Gaga Los Angelesbe költözött, hogy közel legyen a stúdióhoz, ahol debütáló albuma, a The Fame felvételeit készítették. A korongon számtalan különböző zenei stílust kevert össze, így a popot, a dancet, a rockot és az R&B-t. A The Fame („A hírnév”) címmel, 2008. augusztus 19-én megjelent debütáló nagylemeze pozitív visszajelzéseket kapott a kritikusoktól; a kritikákat összegyűjtő és átlagoló Metacritic oldalon 71 pontot kapott a 100-ból. Az albumnak sikerült a lemezeladási listák élére kerülni Ausztriában, Kanadában, Hollandiában, Írországban, és az Egyesült Királyságban, illetve bekerült az öt legjobban fogyó album közé Ausztráliában és az Amerikai Egyesült Államokban. Első kislemeze, a Just Dance hat országban vezette a slágerlistákat, – Ausztráliában, Kanadában, Hollandiában, Írországban, az Egyesült Királyságban, és az Egyesült Államokban – később pedig jelölést kapott A legjobb dance felvételnek járó Grammy-díjra. Következő kislemeze, a Poker Face még elődjénél is nagyobb sikereket ért el, a világ szinte minden jelentős zenei eladási listáját vezette, köztük az Egyesült Királyságét és az Egyesült Államokét. 2009. április 2-án a Poker Face elérte a Billboard Hot 100 slágerlistájának első helyét, így Tiffany (1987–1988), Mariah Carey (1990) és Christina Aguilera (1999) után ő lett a negyedik olyan énekesnő, aki az első két számával vezetni tudta az amerikai slágerlistát. A 9,8 millió példányban elkelt Poker Face a 2009-es év legkelendőbb kislemezévé vált, és rekordnak számító 83 hetet töltött a Billboard Digital Songs listáján, illetve elnyerte A legjobb dance felvételnek járó Grammy-t, amellett hogy jelölték két másik kategóriában is (Az év dala, Az év felvétele). A The Fame jelölést kapott Az év albuma kategóriában, és elnyerte A legjobb dance/elektronikus albumnak járó díjat. Három további kislemez jelent meg az albumról; ezek az Eh, Eh (Nothing Else I Can Say), a LoveGame és a Paparazzi voltak. 2008-ban Lady Gaga a New Kids on the Block együttes előzenekaraként indult koncertsorozatra, majd a Pussycat Dolls Doll Domination turnéjának előénekese lett az európai, illetve az ausztráliai és óceániai részén. Első önálló turnéja The Fame Ball néven 2009 márciusában vette kezdetét, és egészen 2009 szeptemberéig tartott.
A Rolling Stone magazin évente kiadott „Hot 100” különszáma 2009 májusában a szinte meztelen – csak műanyag buborékokkal betakart – Lady Gagával a borítón látott napvilágot. A lapban beszélt arról, hogy miközben New Yorkban a karrierje beindításáért küzdött, szerelmi viszonya volt egy heavy metal együttes dobosával. Hozzátette, hogy ő volt az, aki a szakítás mellett döntött, és hogy a kapcsolat nagy inspirációt jelentett a The Fame dalainál. Gagát összesen kilenc díjra jelölték a 2009-es MTV Video Music Awards-on, és megnyerte A legjobb új előadónak járó díjat, illetve Paparazzi című kislemeze is begyűjtött két díjat A legjobb művészeti rendezés és A legjobb speciális effektek kategóriákban. 2009 októberében megnyerte a Billboard magazin „Rising Star of 2009” díját, mint legjobb új előadó. 2009. október 10-én Barack Obama amerikai elnökkel együtt részt vett a „Nemzeti ebéd” elnevezésű rendezvényen, amelyet az Egyesült Államok legnagyobb meleg, leszbikus, és transzszexuális egyesülete, a Human Rights Campaign rendezett, majd csatlakozott a szervezet által rendezett felvonuláshoz.

Lady Gaga a The Monster Ball című turnéján 2010-ben, amely 227 millió dolláros bevételével rekordot döntött a debütáló előadók turnéi között

2009 novemberében jelent meg Lady Gaga nyolc új számot tartalmazó, The Fame Monster című középlemeze, amely a The Fame album folytatásának tekinthető. A dalok központi témája ezúttal a hírnév árnyoldala volt, amellyel világ körüli turnézása során kellett szembesülnie az énekesnőnek. A kritikusok 78 pontra értékelték az új albumot a 100-ból. Az albumról elsőként a Bad Romance című dalból lett kislemez, amely tizennyolc országban került a slágerlisták élére, és második helyet ért el az Egyesült Államokban, Ausztráliában, és Új-Zélandon. Gaga lett az első előadó az Egyesült Államokban, akinek három kislemeze is – a Just Dance-szel és a Poker Face-szel együtt – átlépte a négymilliós letöltési határt az interneten. A dal Grammy-díjat kapott A legjobb női popénekes teljesítmény, a hozzá készült videó pedig A legjobb rövid videóklip kategóriában. 2010 áprilisában a Bad Romance videóklipje a YouTube legnézettebb videójává vált, májusban pedig a videómegosztó portál történetében elsőként átlépte a 200 milliós megtekintést. Az album második kislemeze, a Beyoncé közreműködésével készített Telephone Gaga negyedik száma lett az Egyesült Királyságban, amely első lett a kislemezlistán, és A legjobb popénekesi közreműködés kategóriában kapott jelölést Grammy-díjra. A dalhoz készült polgárpukkasztó zenei videót pozitívan fogadták a kritikusok, és méltatták Gagát a „Michael Jacksont idéző zeneisége és látványos előadások létrehozásához szükséges képessége, illetve a Madonnában is meglévő erőteljes szexualitás és ösztönös provokatív természete” miatt. 2010 nyarán hasonlóan nagy port kavart az Alejandro című kislemez videóklipje, amelyen Gaga Steven Klein divatfotóssal dolgozott együtt. A kritikusok karrierje egy nagy előrelépésének nevezték a „nyomasztó, mégis csodálatos” világot bemutató videót, ugyanakkor a Katolikus Liga istenkáromlással vádolta vallásos jelképeik meggyalázása miatt. A Telephone és az Alejandro is a legnépszerűbb öt dal közé jutott az amerikai Billboard Hot 100 listán. Gaga a videóklipjeivel az őket körülövező botrány ellenére – vagy részben annak köszönhetően – az első előadó lett, akinek videói össznézettsége átlépte az egymilliárdos határt a YouTube internetes videómegosztó oldalon. A 2010-es MTV Video Music Awards-ra Gaga rekordszámú, tizenhárom jelölést kapott, és a díjátadón végül nyolc kategóriában vehetett át díjat, köztük Az év videóklipje a Bad Romance videójáért, de övé lett Az év női videója, és Az év pop videója díját is hazavitte, emellett az első női előadóvá vált, akinek két videóját is jelölték Az év videóklipje kategóriában egyazon évben. A The Fame Monster album egésze is kitörő sikert ért el, és A legjobb popalbum díját nyerte el az 53. Grammy-gálán, valamint Az év albuma kategória egyik esélyese volt a 2011-es évben.

Lady Gaga a 2010-es MTV Video Music Awards-on a Bad Romance videóklipjéért járó Az év videója elismerés átvételekor a védjegyévé vált húsruhában jelent meg a színpadon

2009-ben Gaga rekordot döntött a brit kislemezlistán való állandó jelenlétével, valamint 11,1 milliós letöltési számmal az év legtöbbet letöltött női előadójává vált az Egyesült Államokban, ezzel bekerülve a Guinness Rekordok Könyvébe. A The Fame és a The Fame Monster együttesen több mint 15 millió példányban kelt el világszerte. Albumainak kiemelkedő kereskedelmi teljesítménye miatt 2010-ben Gaga megjelentette a The Remix című remixeket tartalmazó válogatásalbumát, ami bekerült minden idők legkelendőbb remixlemezei közé. 2009 novemberében – négy nappal a The Fame Monster megjelenése és pár hónappal a The Fame Ball Tour befejezése után – Gaga elindult második világ körüli turnéjára The Monster Ball Tour címmel. A hatalmas kritikai és kereskedelmi sikert elért turné 2011 májusában fejeződött be, másfél évvel a kezdete után. 227,4 millió dolláros összbevételével minden idők legjövedelmezőbb turnéjává vált debütáló előadótól. A New York-i Madison Square Gardenben megrendezett koncertekből az HBO csatorna egy különkiadást készített, melyet Lady Gaga Presents the Monster Ball Tour: At Madison Square Garden címen mutatott be 2011 májusában. Gaga emellett számos rendezvényen előadott dalokat az albumról. A 2009-es Royal Variety Performance-en Speechless című balladáját énekelte el II. Erzsébet brit királynőnek. Az 52. Grammy-díj kiosztót ő nyitotta meg a Poker Face-szel, majd Elton Johnnal duettezve elénekelte a Speechlesst és Elton Your Songját. A 2010-es BRIT Awardson – ahol mindhárom kategóriában nyert, amelyben jelölést kapott – a Telephone balladaverziójával és a Dance in the Dark előadásával állított emléket a 2010-ben elhunyt barátjának, Alexander McQueen divattervezőnek. Fellépéseire mind pozitív visszajelzéseket kapott. 2010-ben eredetileg Gaga is részese lett volna a 2009 júniusában elhunyt Michael Jackson eltörölt This Is It koncertsorozatának londoni állomásán a O2 Arénában.
2010 áprilisában a Time 2010 száz legbefolyásosabb embere közé sorolta az énekesnőt. 2010 májusában a The Times-nak adott interjúban felmerült, hogy Gagát megtámadta egy krónikus, lupus nevű betegség. Larry Kingnek adott interjúban az énekesnő elmondta, hogy elment egy kivizsgálásra, ahol megállapították, hogy bár tüneteket nem mutat, tesztje a pozitív tartomány határán áll.

### 2011–2014:Born This Way,ArtpopésCheek to Cheek

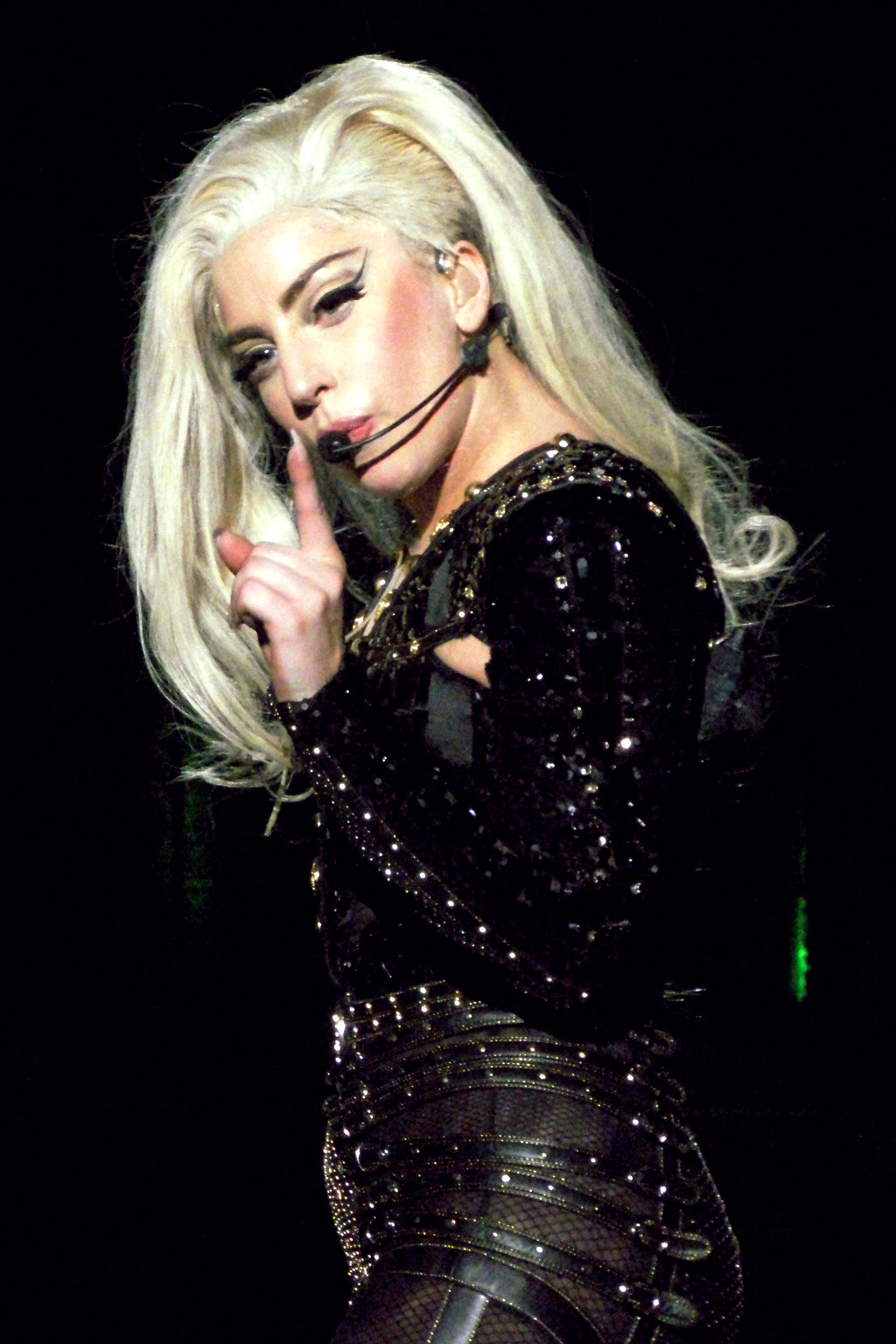
Gaga 2012-ben a Born This Way Ball turnéján

2011 februárjában Gaga kiadta Born This Way című dalát, az ugyanezen néven megjelentetett második stúdióalbumának első kislemezét. A dal öt nap alatt több mint egymillió példányban kelt el, és ezzel Guinness-rekordot állított fel az iTunes-on leggyorsabban fogyó kislemezként. Az első helyen debütált a Billboard Hot 100 listán, amellyel a slágerlista történetének 1000. első helyezett kislemeze lett. Az albumról másodikként áprilisban kiadott Judas az első tíz közé került a legnagyobb zenepiacok slágerlistáinak többségében, míg a májusban megjelenő The Edge of Glory először a digitális értékesítéseivel emelkedett ki, majd a rendkívül pozitív kritikai fogadtatásnak köszönhetően kislemezként is megjelentették. A The Edge of Glory videóklipjében, korábbi munkáival ellentétben, Gaga egy tűzlépcsőn táncol és egy üres utcán sétál, összetettebb koreográfia és háttértáncosok nélkül.
A Born This Way album 2011. május 23-án került a boltok polcaira, és megjelenése hetén első helyen nyitott a Billboard 200-as listán 1,1 milliós eladásával, illetve további több mint húsz országban az albumeladási listák élére került. Világszerte nyolcmillió példányt adtak el belőle, és három Grammy-jelölést is kapott, köztük Gaga megkapta érte harmadik jelölését Az év albuma kategóriában. 2020-ban a Rolling Stone magazin Minden idők 500 legjobb albuma között említette meg a Born This Way-t. Az album negyedik kislemeze, a You and I lett, amely augusztusban jelent meg, ezt követte novemberben a Marry the Night ötödik és eredetileg utolsó kislemezként. Az Egyesült Államokban az előbbi a hatodik helyig jutott, míg a Marry the Night a huszonkilencedik pozíciót szerezte meg a Billboard Hot 100-on. 2022-ben az album Bloody Mary című dala nagy népszerűséggel terjedt el a világhálón, majd kislemezként is megjelent. Gaga 2011 júliusában kezdett járni a színészként és modellként tevékenykedő Taylor Kinney-vel, akivel a You and I klipjének forgatása során ismerkedett meg. A Born This Way népszerűsítésére szervezett Born This Way Ball című világ körüli turnéja 2012 áprilisában indult útnak, és egészen 2013 februárjáig tartott. A turné utolsó néhány koncertjét le kellett mondani Gaga jobb csípőjében történt labrumszakadás miatt. A koncertsorozat világszerte összesen 183 millió dolláros bevételt hozott, annak ellenére, hogy a lemondott koncertek miatt 25 millió dollár értékben váltottak vissza jegyeket a rajongók. A PPL adatai szerint Lady Gaga volt az Egyesült Királyság második legtöbbet játszott előadója 2011-ben.
Ezen időszak alatt Tony Bennett-tel felvette a The Lady Is a Tramp dzsesszváltozatát, illetve Elton Johnnal is közös dalt készített a Gnómeó és Júlia című animációs film számára. A Born This Way népszerűsítésére koncertet adott a Sydney Town Hall-ban és fellépett a korábbi amerikai elnök Bill Clinton 65. születésnapjára szervezett rendezvényen. A 2011 végén készített A Very Gaga Thanksgiving című hálaadásnapi televíziós különkiadása elismerő kritikákat kapott, 5,7 millió amerikai tévénézőt vonzott, és a műsor dalaiból megjelent az A Very Gaga Holiday címmel ellátott negyedik középlemeze. 2012 májusában vendégszerepelt saját maga animált változataként a Simpson család 23. évadának Lisa Gaga című záróepizódjában. Emellett megjelent Tony Bennett 2012-es The Zen of Bennett című dokumentumfilmjében is. A következő hónapban bejelentette, hogy a Coty, Inc-kel társulva kiadja Lady Gaga Fame nevű első parfümjét, amely 2012 szeptemberében került a boltok polcaira. A parfümből 2013-ig bezárólag több mint 30 millió példányt értékesítettek és több mint 1,5 milliárd dolláros bevételt értek el vele világszerte.

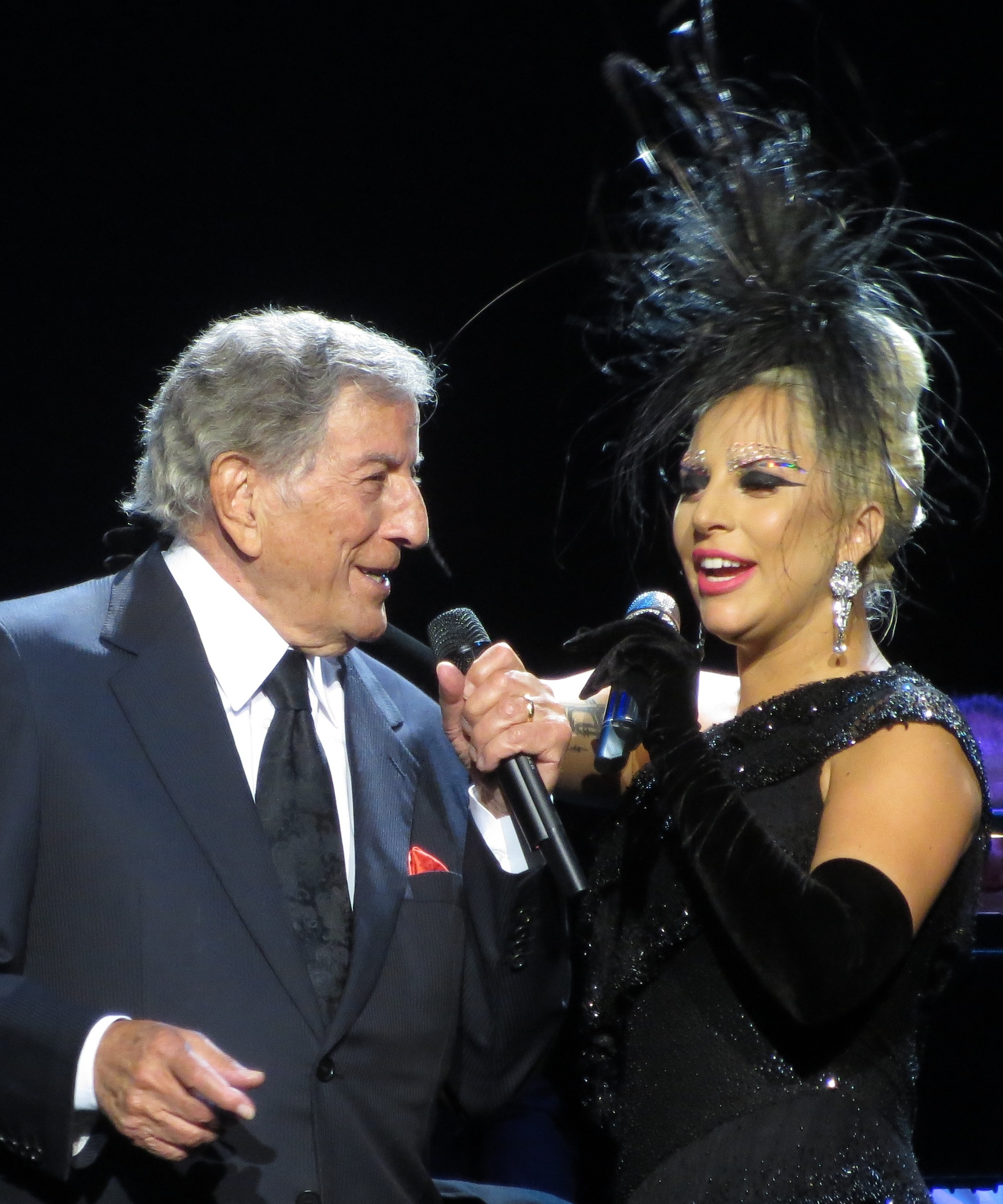
Tony Bennett (balra) és Lady Gaga (jobbra) a Cheek to Cheek turnén 2015-ben. A Cheek to Cheek kiadása fordulópontot jelentett Gaga karrierjében. Teljes imidzsváltáson esett át, amely leginkább a visszafogott, kifinomult megjelenésén tükröződött vissza.

Elkezdtek összeállni az új dalok Gaga harmadik, Artpop című stúdióalbumára, mikor Fernando Garibay producerrel kezdett dolgozni rajta 2012 elején. A lemez munkálatai folyamatosan zajlottak a Born This Way Ball turnéjára során, sőt egészen az utánig is, hogy Gaga megerősítette, hogy átesett csípőműtétjén és megkezdte a felépülést. Az Artpoppal azt szerette volna elérni, hogy a közönség „igazán jól érezze magát”, és az album „egy klubban eltöltött éjszakát” tükrözzön. Az Artpop 2013 novemberében került kiadásra. Vegyes fogadtatása ellenére első helyen nyitott a Billboard 200-as albumeladási listán, és világszerte mintegy 2,3 millió példányt adtak el belőle. A kiadványról olyan sikeres kislemezek jelentek meg, mint az Applause és az R. Kelly R&B énekes közreműködésével készült Do What U Want. A 2014 márciusában harmadik kislemezként kiadott G.U.Y. a 76. helyig jutott a Billboard Hot 100-on. 2019-ben Gaga minden digitális platformról eltávolította a Do What U Wantot az R. Kellyt ért szexuális zaklatási botrány miatt. 2014 májusában Gaga útnak indult ArtRave: The Artpop Ball című turnéjával, amelynek koncepciója részben az ArtRave elnevezésű promóciós koncertjéből származik. A 83 milliós bevételt elért koncertsorozat új városok mellett olyan helyszínekre is ellátogatott, ahol korábban a Born This Way Ball-lal lemondtak koncerteket. Eközben „kreatív különbözőségek” miatt elváltak Gaga és régi menedzsere, Troy Carter útjai. 2014 júniusára új menedzserével, Bobby Campbell-lel csatlakoztak az Artist Nationhöz, amely a Live Nation Entertainments előadói menedzsment divíziója.
Gaga szerepet kapott Robert Rodríguez 2013-as Machete gyilkol című filmjében, amely kritikai és kereskedelmi szempontból is megbukott, és Arany Málna-jelölést kapott érte legrosszabb női mellékszereplő kategóriájában. Ezen kívül az énekesnő volt a házigazdája a Saturday Night Live 2013. november 16-i epizódjának, ahol előadta a Do What U Want (R. Kelly-vel) és a Gypsy című dalait. Később ebben a hónapban mutatták be második hálaadásnapi televíziós különkiadását az ABC műsorán Lady Gaga and Muppets' Holiday Spectacular címmel. Gaga cameoszerepet kapott egy másik Robert Rodriguez-filmben is, a 2014. augusztus 22-én bemutatott Sin City: Ölni tudnál érte című alkotásban. Gaga lett a Versace 2014-es tavaszi-nyári kampányának arca, ami a „Lady Gaga For Versace” címet kapta.
2014 szeptemberében Tony Bennett dzsesszénekessel közösen kiadta Cheek to Cheek című dzsesszalbumát. A lemez mögötti fő inspiráció a két előadó közötti szoros barátság volt, valamint Gaga gyerekkora óta tartó lelkesedése a dzsessz műfaj iránt. Kiadását megelőzően az albumról megjelentek az Anything Goes és az I Can't Give You Anything but Love című kislemezek. Az album az első helyen nyitott a Billboard 200-on, amivel Gaga megszerezte zsinórban harmadik első helyezett lemezét az Egyesült Államokban. A kiadvány Grammy-díjat kapott A legjobb hagyományos popalbum kategóriában. A duó koncertfilmet is kiadott Tony Bennett and Lady Gaga: Cheek to Cheek Live! címmel. 2014 decemberében útnak indult közös turnéjuk, a Cheek to Cheek Tour, amely 2015 augusztusában ért véget. Ugyanebben az évben Gaga egy hét fellépésből álló rezidencia-koncertsorozatot adott a New York-i Roseland Ballroomban, tisztelegve a koncertterem előtt annak bezárása alkalmából. Ezen kívül a Coty, Inc.-kel együttműködésben megjelentette második illatát Eau de Gaga néven.

### 2015–2017:Amerikai Horror Story,Joanneés Super Bowl-fellépések

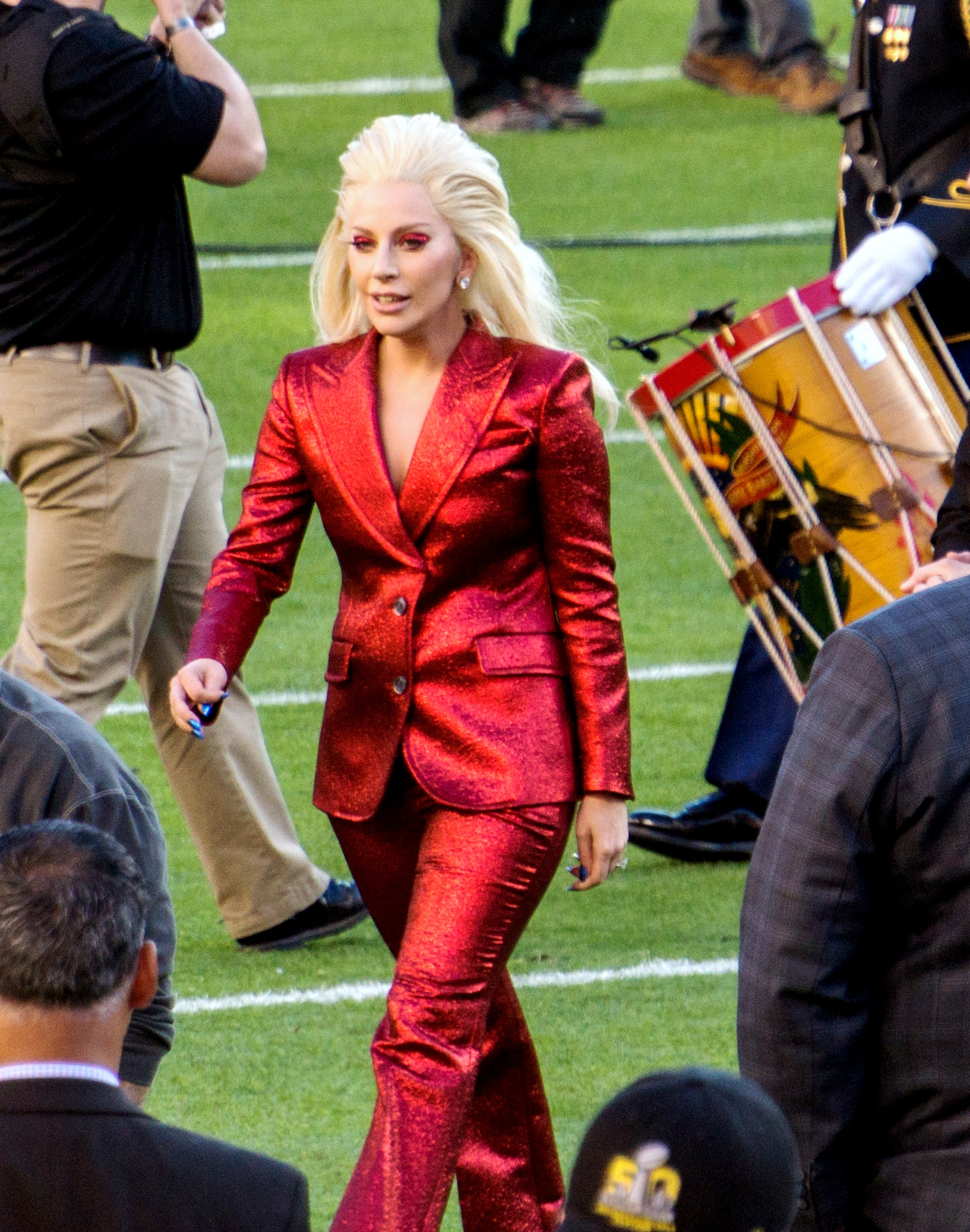
Gaga az amerikai himnusz előadását követően az 50. Super Bowlon 2016. február 7-én Santa Clarában

2015 februárjában Taylor Kinney eljegyezte Gagát. A 87. Oscar-gálán A muzsika hangja előtt tisztelegve előadott egy egyveleget a filmben elhangzott dalokból. A fellépés világszinten több mint 214 000 interakciót váltott ki percenként a Facebookon. Gaga elénekelte John Lennon Imagine című dalának zongorás változatát a 2015. évi Európa játékok nyitóünnepségén Azerbajdzsán fővárosában, Bakuban. Gaga Diane Warrennel közösen írta meg a Til It Happens to You című dalt a The Hunting Ground című dokumentumfilm részére. Gaga Satellite-díjat kapott érte A legjobb eredeti betétdal kategóriában, illetve ugyanezen kategóriában megszerezte első Oscar-jelölését. 2015. október 2-án Nick Knight rendezésében kiadásra került egy divatfilm Tom Ford 2016 tavaszi kampányához. A kisfilmben Gaga számos modell társaságában a kifutón táncol. A felvételen hallható a Chic I Want Your Love című dalának új változata, amelyet Gaga Nile Rodgersszel vett fel. Az énekesnő más elismerésekben is részesült 2015-ben, köztük Kortárs ikon-díjat kapott a Dalszerző Hírességek Csarnokának évente megrendezendő díjátadóján, illetve a „Fiatal művész” elismerést is megkapta a National Arts Awards-on. 59 millió dolláros összbevételével 25. helyre került, az énekesnők közül pedig harmadik lett a Forbes hírességeket felvonultató 100-as listáján. A Billboard emellett őt választotta 2015-ben az „Év nőjének”.
Gaga főszerepet kapott az Amerikai Horror Story: Hotelben, az Amerikai Horror Story című sorozat ötödik szezonjában, amely 2015 októberétől 2016 januárjáig futott. Elizabeth-et játszotta, aki a címben is szereplő hotel tulajdonosa. Alakításáért Golden Globe-díjat kapott A legjobb színésznő minisorozatban kategóriában a 2016-os gálán. Győzelmét követően szerződést között a CAA-vel (Kreatív Művészek Ügynöksége); korábban a William Morris Endeavor-ral (WME) állt szerződésben. Gaga az Entertainment Weekly-nek elmondta, hogy az Amerikai Horror Story-ból származó tapasztalatai hatással lesznek ötödik stúdióalbumának kreatív folyamatára: „Visszatértem valami olyanhoz, amiben annyira hittem, ami nem más, mint a sötétség művészete”. Ezen kívül megerősítette, hogy a kiadvány 2016-ban meg fog jelenni. 2016 márciusában bejelentette, hogy visszatér egy újabb szerep erejéig az Amerikai Horror Story hatodik évadába.
2015 novemberében Gaga és Bennett szerepelt a Barnes & Noble 2015-ös ünnepi kampányának reklámjában, amely alkalmából feldolgozták a Baby, It's Cold Outside című klasszikust. 2016 januárjában Gaga meghívást kapott, hogy vendégszerkesztője legyen a V magazin 99. számának, amelyhez 16 címlapot készítettek. Kimagasló munkáját elismerve márciusban a Fashion Los Angeles Awards gáláján átvehette "Az év szerkesztője" díjat. 2016. február 7-én, a Super Bowl 50-en ő adta elő az amerikai himnuszt. Ugyanebben a hónapban az Intellel és Nile Rodgers-szel társulva David Bowie emlékére lépett fel az 58. Grammy-díjátadó gálán, illetve elénekelte Til It Happens to You című dalát a 88. Oscar-gálán. Utóbbi előadását az amerikai alelnök Joe Biden konferálta fel. 2016. április 4-én a Jane Ortner Education Award Luncheon elnevezésű, évente megrendezett eseményen a Grammy Múzeumtól megkapta a Jane Ortner-művészeti díjat, amellyel olyan előadókat ismernek el, akik szenvedélyt és elkötelezettséget mutatnak fel a művészeteken keresztüli oktatásra. 2016 júliusában Gaga és Taylor Kinney felbontották eljegyzésüket, amelyről az énekesnő később úgy nyilatkozott, hogy karrierje nagyban befolyásolja magánéletét. 2016 szeptembere és novembere között három epizód erejéig visszatért az Amerikai Horror Story hatodik, Roanoke alcímen futó évadába. Az évad során a My Roanoke Nightmare című dokumentumfilm sorozatban egy színésznőt alakít, aki a Roanoke kolónia között élő Scàthach nevű boszorkányt játssza.

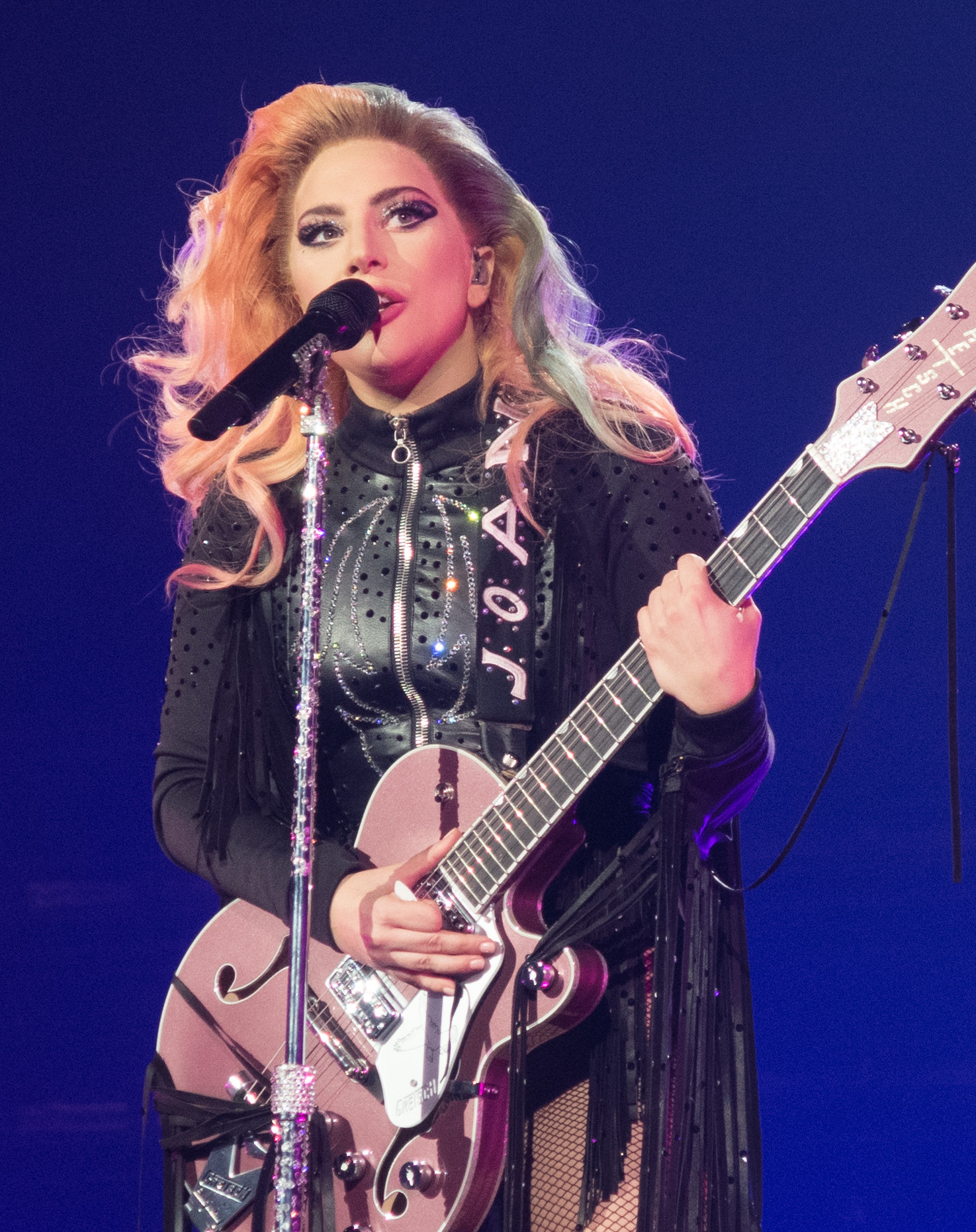
Lady Gaga 2017-ben a Joanne World Tour torontói állomásán

Gaga ötödik stúdióalbuma Joanne címmel jelent meg 2016. október 21-én. Megjelenésének hetében az Egyesült Államokban 170 000 példányban kelt el a lemez, valamint a Billboard 200 lista első helyét is megszerezte, ezzel Gaga a 2010-es évtized első női előadója volt, akinek négy albuma is elfoglalta a lista első helyét. A korong első kislemeze, a Perfect Illusion szeptember 9-én jelent meg, és rögtön az első helyen debütált Franciaországban, míg az Egyesült Államokban a tizenötödik helyig jutott. Az album népszerűsítése céljából Gaga meghirdette a Bud Light által szponzorált Dive Bar Tour elnevezésű mini-koncertsorozatot, amely során három egyesült államokbeli bárban lépett fel új dalaival. Decemberben fellépett a 2016-os Victoria’s Secret divatbemutatón Párizsban, ahol többek között az album második kislemezét, a Million Reasonst is előadta. A dal a negyedik helyig jutott az amerikai Billboard Hot 100 kislemezlistán. Az albumot Grammy-díjra jelölték A legjobb popalbum kategóriában, míg a Million Reasons című kislemezzel Gaga A legjobb szóló popénekes teljesítményért járó Grammy-díjért indult esélyesként. A lemez harmadik, Joanne (Where Do You Think You’re Goin’?) című kislemeze Grammy-díjat nyert A legjobb szóló popénekes teljesítmény kategóriában 2019 februárjában.
2017. február 5-én Gaga a Super Bowl LI félidei showjának fellépője volt. Az énekesnő a 13 perces előadását a houstoni NRG Stadion tetején kezdte az Intel 300 kivilágított drónjával a háttérben. Ez volt az első alkalom, hogy ilyen technológiát alkalmaztak a Super Bowl-fellépések során. Fellépését 117,5 millió amerikai néző követte figyelemmel élőben, míg magát a mérkőzést átlagosan 111,3 millió néző figyelte. A rákövetkező órákban az énekesnő diszkográfiája kiemelkedő népszerűségnek örvendett és mintegy 410 000 digitális eladást produkált az Egyesült Államokban csak aznap. Gagát és előadását később Emmy-díjakra is jelölték. Ugyanabban a hónapban az NFL bejelentette, hogy Lady Gaga Super Bowl-beli fellépését több mint 150 millióan tekintették meg a különböző platformokon keresztül, ezzel minden idők legnézettebb zenei fellépésévé vált. A CBS Sports Gaga fellépését minden idők második legjobb Super Bowl-fellépésének választotta meg. A Super Bowl éjszakáján Gaga bejelentette Joanne World Tour elnevezésű világ körüli turnéját, amely 2017. augusztus 1-jén startolt el Kanadából. Áprilisban az énekesnő fellépett a Coachella Fesztiválon, ahol bemutatta The Cure című dalát. A kislemez Ausztráliában és Franciaországban bejutott a slágerlisták Top 10-es mezőnyébe. 2017 szeptemberében a Netflix bemutatta a Gaga: Five Foot Two című dokumentumfilmet, amely a Joanne album elkészítését és kiadását, valamint az énekesnő Super Bowl-fellépését mutatja be. A Chris Moukarbel által rendezett filmből fény derül Gaga fibromyalgia nevű betegségére, melynek legfőbb tünetei közé tartozik az egész testre kiterjedő izom- és ízületi fájdalom, a fáradékonyság, a depresszió és a szorongás. Fájdalmai miatt Gaga a Joanne World Tour utolsó tíz koncertjét lemondta, amely így végül 842 000 eladott jegy után 95 millió dollár bevételt termelt.

### 2018–2019:Csillag születik ésLas Vegas-i rezidencia

Lady Gaga a Csillag születik bemutatóján a 2018-as Torontói Nemzetközi Filmfesztiválon. Ez volt az első filmes főszerepe.

2018 márciusában Gaga részt vett Washingtonban a March for Our Lives („Menet az életünkért”) elnevezésű felvonuláson, melyen a fegyvertartást érintő törvények szigorítását követelték az Egyesült Államok számos városában. Ugyanabban a hónapban megjelent Elton John Your Song című dala Gaga feldolgozásában, amely az angol énekes Revamp & Restoration című tribute albumára készült. Gaga főszerepet játszott a Bradley Cooper által rendezett Csillag születik című zenés filmdrámában, amely 2018 októberében került a mozikba, és a hasonló című 1937-es filmet dolgozza fel. A filmben a sikeres rockzenész, Jackson Maine (Bradley Cooper) beleszeret az ismeretlen énekesnőbe, Allybe (Lady Gaga), és sztárt csinál belőle, de amíg a lány egyre feljebb halad a ranglétrán, addig a férfi csillaga lassan, de biztosan hanyatlani kezd. A film premierjét 2018 augusztusában tartották a 75. Velencei Nemzetközi Filmfesztiválon. A kritikusok körében a film elsöprő sikert aratott, akik leginkább a Cooper és Gaga közötti tökéletes kémiát, a rendezést és a filmzenét méltatták.
A produkcióhoz a páros közösen írt zenét, melyet Gaga kérésére élőben vettek fel. A Csillag születik filmzenei albuma, melyen összesen 34 felvétel (19 dal és 15 dialógus) hallható, a filmmel egy időben jelent meg, és rögtön az amerikai Billboard 200 albumlista első helyén debütált 231 000 eladott példánnyal az első héten, amellyel Gaga a saját és Taylor Swift rekordját döntötte meg, mint a legtöbb listavezető albummal rendelkező női előadó a 2010-es évtizedben. Az album kritikailag és kereskedelmileg is sikeresen teljesített; első helyezett lett Ausztráliában, Írországban, Svájcban és az Egyesült Királyságban. 2019 júniusáig az album több mint 6 millió példányban kelt el világszerte. A kiadó elsőként a Shallow című dalt jelentette meg a lemezről 2018 szeptemberében, melyet Gaga és Cooper közösen ad elő. A dal listavezető volt többek között Ausztráliában, Írországban, Svájcban, az Egyesült Államokban, az Egyesült Királyságban és Magyarországon. Októberben Gaga megerősítette, hogy új párjával, a tehetségkutató ügynök Christian Carinóval, akivel 2017 eleje óta alkotott egy párt, eljegyezték egymást, azonban 2019 februárjában különváltak.
A Csillag születikben nyújtott teljesítményével és Shallow című dalával Gaga számos szakmai elismerésben részesült; többek között elnyerte a Critics’ Choice A legjobb színésznőnek járó díját (holtversenyben Glenn Close-zal), valamint az amerikai National Board of Review neki ítélte A legjobb női főszereplőnek járó díjat. Ally alakításáért egy-egy jelölést gyűjtött be A legjobb női főszereplő kategóriában a 91. Oscar-gálán, a 76. Golden Globe-gálán, a 25. Screen Actors Guild-díjátadón, illetve a 72. BAFTA-gálán. Az album BAFTA-díjat kapott A legjobb filmzene kategóriában, továbbá a Shallow című dallal Gaga amellett, hogy elnyerte karrierje első Oscar-díját és második Golden Globe-díját A legjobb eredeti filmbetétdal kategóriában, négy Grammy-jelölést is kiérdemelt, köztük Az év dala és Az év felvétele kategóriákban. A 2019. február 10-én megrendezett 61. Grammy-gálán a dal végül két kategóriában került ki győztesként: elnyerte A legjobb popduó vagy -együttes teljesítményért, illetve A legjobb film- és más vizuális média számára írt dalnak járó Grammy-trófeákat. Gaga előadta élőben a dalt a 61. Grammy-gálán és a 91. Oscar-díjátadón. A 2020-as 62. Grammy-gálán az A Star Is Born album elnyerte A legjobb válogatásalbum vizuális média számára kategória Grammy-díját, valamint az I’ll Never Love Again A legjobb film- és más vizuális média számára írt dal kategóriájában került ki győztesként.
2017 decemberében nyilvánosságra került, hogy Gaga egy közel 100 millió dollár értékű szerződést írt alá, amely során legalább két éven át fog koncertezni a Las Vegas-i MGM Park Theater színpadán, 2018 decemberétől. 2018. augusztus 7-én az első 27 koncertdátummal együtt bejelentették, hogy a rezidencia-koncertsorozat a Lady Gaga Enigma + Jazz & Piano elnevezést kapta. A Las Vegas-i koncertsorozat két típusú koncertből tevődik össze: a teátrális jellegű Enigma, ahol az énekesnő legnagyobb slágerei csendülnek fel, illetve a Jazz & Piano, amely során Gaga a Nagy Amerikai Daloskönyvből ad elő dalokat, valamint saját felvételeinek átdolgozott, zongorán kísért változatai hallhatók. Az első Enigma koncert 2018. december 28-án került megrendezésre, míg az első Jazz & Piano előadást 2019. január 20-án adta. 2019 júliusában Gaga bejelentette saját kozmetikai márkáját, a Haus Laboratoriest, amelyet kizárólag az Amazonon keresztül értékesítenek 2019 szeptemberétől. Gaga sminkmárkája az első nagy brand, ami az e-kereskedelmi piacon debütál. A Haus Laboratories termékei közt megtalálhatóak ajakfények, szájkontúrok, illetve szemsminkek, melyek nem sokkal megjelenésük után az Amazon legkelendőbb szépségápolási termékei közt szerepeltek.

### 2020–2023:Chromatica,Love for Sale,ésA Gucci-ház
2017 augusztusában Gaga megerősítette, hogy megkezdte hatodik stúdióalbumának előkészületeit. Olyan zenészekkel vonult stúdióba, mint Boys Noize, DJ White Shadow, Bloodpop és Sophie. 2020 februárjában nyilvánosságra került, hogy Gaga és Michael Polansky vállalkozó, üzletember egy párt alkotnak. Gaga hatodik stúdióalbuma Chromatica címmel jelent meg 2020. május 29-én, melyet két kislemez kiadása előzött meg: február 28-án a Stupid Love, míg május 22-én az Ariana Grande amerikai énekesnő közreműködésével készített Rain on Me-t adták ki. Utóbbi Grammy-díjat nyert A legjobb popduó vagy -együttes teljesítmény kategóriában, valamint első helyezett lett az amerikai Billboard Hot 100 kislemezlistán, amellyel Gaga a harmadik előadóvá vált az országban, aki három különböző évtizedben elérte a slágerlista csúcsát. Az album kritikailag és kereskedelmileg is sikeresen nyitott szerte a világon. Az Egyesült Államokban Gaga hatodik listavezető nagylemezévé vált, de első helyezett lett többek között Ausztráliában, Franciaországban, Kanadában, Olaszországban és az Egyesült Királyságban is. A 2020-as MTV Video Music Awards gálán Gaga az est legtöbbet elismert előadója volt, miután öt díjat is megnyert, köztük a Tricon-díjat is, melyet neki adtak át valaha először, amiért a szórakoztatóipar több területén is nagy sikereket ért el. 2020 szeptemberében Gaga megjelent a Valentino divatház Voce Viva nevezetű parfümének videókampányában, amelyben egy csapat modellel együtt a Sine from Above című dalt énekelte a Chromatica albumról.

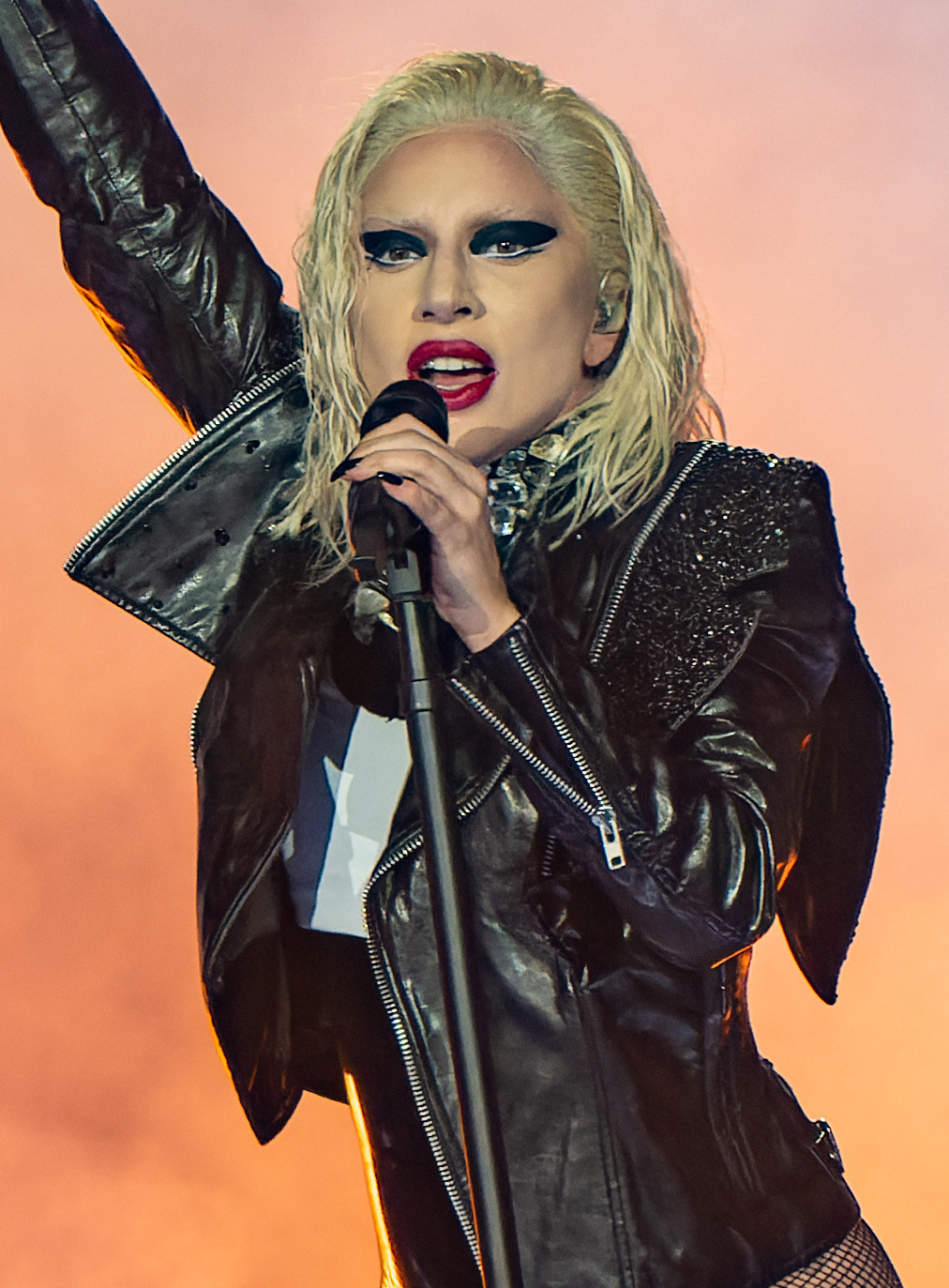
Gaga 2022-ben a The Chromatica Ball című turnéján. Ez volt az első, kizárólag stadionokban zajló koncertkörútja.

2021. január 20-án elénekelte az amerikai himnuszt Joe Biden, az Egyesült Államok 46. elnökének beiktatási ceremóniáján. 2021 februárjában Gaga kutyasétáltatóját, Ryan Fischert kórházba szállították, miután lelőtték Hollywoodban. Az énekesnő két francia buldogját, Kojit és Gustávot elrabolták, míg harmadik kutyája, Asia elfutott a helyszínről. Asiát nem sokkal később a rendőrség megtalálta a közelben. Gaga 500 000 dolláros jutalmat ajánlott fel háziállatai visszajuttatásáért. Két nappal később, február 26-án egy nő leadta a kutyákat egy Los Angeles-i rendőrségen. A rendőrség szerint a kutyákat leadó nő nem vett részt a lövöldözésben, április 30-án azonban őt is letartóztatták négy másik gyanúsítottal együtt. 2022 decemberében 21 év börtönbüntetésre ítélték James Howard Jacksont, azt a férfit, aki lelőtte Fischert.
2021 áprilisában Gaga összeállt a Dom Pérignon francia pezsgőmárkával és kiadtak egy promóciós reklámfilmet Nick Knight rendezésével. Szeptember 3-án Dawn of Chromatica címmel megjelentette harmadik remixalbumát. Ezt követően szeptember 30-án kiadta második, Tony Bennett-tel közös lemezét Love for Sale címmel. Az album pozitív fogadtatásban részesült és a nyolcadik helyen debütált az Egyesült Államokban. A lemez népszerűsítése érdekében augusztus 3-án és 5-én koncertet adtak közösen a Radio City Music Hallban One Last Time: an Evening with Tony Bennett and Lady Gaga címmel. A két koncert felvételeiből a CBS csatorna egy egyórás különkiadást mutatott be 2021. november 28-án, ami aztán felkerült a Paramount+ szolgáltató felületére is. Gaga és Bennett július 2-i New York-i fellépését az MTV Unplugged című műsor keretében mutatták be 2021. december 16-án. A 64. Grammy-gálán a Love for Sale elnyerte A legjobb hagyományos popalbum kategória Grammy-díját.
Miután feltűnt a Jóbarátok: Újra együtt című televíziós különkiadásban, ahol Lisa Kudrow-val közösen előadta a Smelly Cat című dalt, Gaga Ridley Scott A Gucci-ház című filmjében a „Fekete Özvegyként” elhíresült Patrizia Reggianit alakította, az 1995-ben meggyilkolt Maurizio Gucci olasz divatcsászár volt feleségét, akit 26 év börtönbüntetésre ítéltek, miután bebizonyosodott, hogy ő ölette meg a Gucci divatmárka fejét. A film miatt Gaga megtanult olasz akcentussal beszélni. Elmondása szerint 18 hónapig maradt karakterében, ezalatt 9 hónapig olasz akcentussal beszélt. Módszeres színészi megközelítése megviselte mentális egészségét, és a forgatás vége felé egészségügyi szakembernek kellett kísérnie őt. A film ugyan vegyes fogadtatásban részesült a kritikusok felől, akik abban egyetértettek, hogy Gaga színészi játéka „tökéletes”. Alakításáért elnyerte a New York-i Filmkritikusok díját, valamint egy-egy jelölést kapott A legjobb színésznő kategóriában a 75. BAFTA-, a 27. Critics’ Choice-, a 79. Golden Globe-, és a 28. Screen Actors Guild-gálákon. Gaga megírta a Hold My Hand című dalt a 2022-es Top Gun: Maverick című filmhez, valamint Hans Zimmer és Harold Faltermeyer mellett a filmzenét is ő szerezte. A dalért Gaga megkapta karrierje harmadik Satellite-díját A legjobb eredeti betétdal kategóriában, valamint Grammy-díjra jelölték A legjobb vizuális média számára írt dal kategóriában, valamint Oscar-díjra A legjobb eredeti filmbetétdal kategóriában. 2022 júliusában Gaga útjának indította a The Chromatica Ball elnevezésű stadionturnéját, amely húsz koncertdátumot tartalmazott, és 834 000 eladott jegyből 112,4 millió dolláros bevételt termelt; később a Maxon megjelent az HBO által készített Gaga Chromatica Ball című koncertfilmje. Ő volt a 2022-es év legnagyobb koncertbevételt elérő női előadója. 2023 áprilisában Joe Biden amerikai elnök kinevezte Gagát a President’s Committee on the Arts and the Humanities művészetekkel foglalkozó bizottság társelnökévé. Gaga együttműködött a The Rolling Stones-szal a Sweet Sounds of Heaven című dalban, amelyben Stevie Wonder is közreműködik; a dal a zenekar Hackney Diamonds (2023) című albumán kapott helyet.

### 2024–jelen:Joker: Kétszemélyes tébolyésMayhem

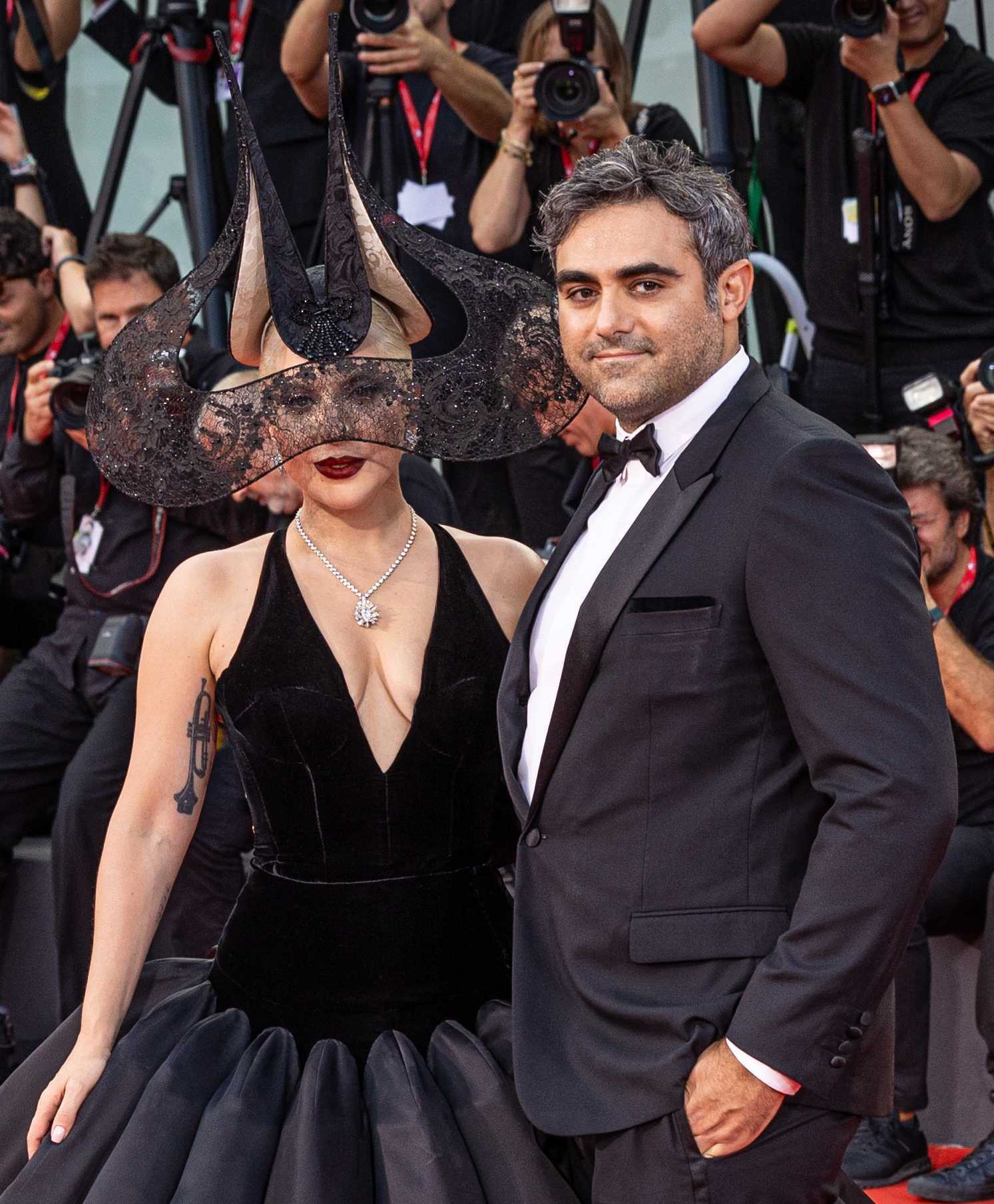
Gaga és vőlegénye, Michael Polansky a 2024-es Velencei Nemzetközi Filmfesztiválon

Gaga volt a kiemelt előadója a Fortnite Festival második évadának, a Fortnite online videójáték spin-offjának, amely 2024 februárjától áprilisáig futott. Júliusban előadta Zizi Jeanmaire Mon truc en plumes című dalát a 2024-es nyári olimpiai játékok megnyitó ünnepségén Párizsban, valamint megerősítette eljegyzését Michael Polansky vállalkozóval, négy évvel azután, hogy randevúzni kezdtek. 2024. augusztus 16-án kiadta a Die with a Smile című kislemezt, Bruno Marssal együttműködve. A dal Gaga első listavezető kislemeze lett a Billboard Global 200 listán és tizennyolc hétig vezette azt, míg az Egyesült Államokban szintén az első helyig jutott, ezzel Gaga lett az első előadó, aki a 2000-es, 2010-es és 2020-as évtizedben is többször elérte a Hot 100 csúcsát. A 67. Grammy-gálán a dal elnyerte A legjobb popduó vagy -együttes teljesítményért járó trófeát, és ezzel Gaga lett az első előadó, aki háromszor került ki győztesként ebben a kategóriában.
Gaga Harleen „Lee” Quinzel / Harley Quinn karakterét alakította Joaquin Phoenix mellett Todd Phillips Joker: Kétszemélyes téboly című zenés pszichológiai thrillerében, a 2019-es Joker című film folytatásában. A film premierje a 81. Velencei Nemzetközi Filmfesztiválon volt, és 2024 októberében került a mozikba. A film kritikai kudarcot vallott. Bár Harley Quinn alakítása pozitív fogadtatásban részesült, a kritikusok szerint a színésznő kihasználatlan maradt. A Gaga és Phoenix által előadott dalok egy soundtrack albumon is megjelentek. Gaga emellett egy kísérőalbumot is készített a filmhez Harlequin címmel, amely 2024. szeptember 27-én jelent meg. Gaga Polanskyval közösen írt négy számot a lemezen.
Gaga nyolcadik, Mayhem elnevezésű stúdióalbuma 2025. március 7-én jelent meg. Az albumot Polansky ajánlására pop stílusban készítette el, aki társszerzőként is részt vett a munkálatokban. A Mayhem kritikai sikert aratott és az első helyen debütált az Egyesült Államokban. Első kislemeze, a Disease 2024. október 25-én jelent meg, és a brit kislemezlistán a hetedik helyen debütált. Ezt követte 2025. február 3-án az Abracadabra, amely bejutott a Top 5-be Németországban, az Egyesült Királyságban, valamint a Global 200 listán. Az album számlistájára később felkerült a Die with a Smile is. Gaga elénekelte a Hold My Hand című dalt a Super Bowl LIX-en a 2025-ös New Orleans-i teherautós támadás áldozatai előtt emléket állítva, és a 46. Sport Emmy-díjátadón a Kiváló zenei rendezés díját nyerte el az előadásáért, ezzel egy lépésre került az EGOT-státusz elérésétől. 2025 márciusában Gaga másodjára volt a Saturday Night Live műsorvezetője. A 2025-ös iHeartRadio Music Awards-on Innovátor-díjjal tüntették ki.
Gaga 2025 áprilisa és májusa között egy sor promóciós koncertet adott a Mayhem népszerűsítésére, majd júliusban elindult a The Mayhem Ball elnevezésű koncertturnéjára. Az előbbihez tartozott egy ingyenes koncert Rio de Janeiróban, a „Todo Mundo no Rio” kezdeményezés részeként, amely minden idők leglátogatottabb koncertje lett női előadótól, becslések szerint több mint 2,5 millió nézővel. Emellett szerepet kapott a Netflix Wednesday című sorozatának második évadában, ahol a Nevermore Akadémia egyik tanárát, Rosaline Rotwoodot alakítja.

## Művészete

### Inspirációk
Gaga olyan előadók és együttesek zenéin nőtt fel, mint Michael Jackson, a The Beatles, Stevie Wonder, a Queen, Bruce Springsteen, a Pink Floyd, Mariah Carey, a Grateful Dead, a Led Zeppelin, Whitney Houston, Elton John, a Garbage;, En Vogue, TLC, Christina Aguilera, Janet Jackson, és a Blondie, ők mind hatással voltak az énekesnő zenéjére. Gaga zenei inspirációja olyan személyektől ered, mint Madonna és Michael Jackson (dance-pop), David Bowie és Freddie Mercury (glam rock), Andy Warhol (pop-art), illetve Gagának a színházi iskolában szerzett tapasztalatai is kedvezően hatottak rá. A Queen Radio Ga Ga című száma inspirálta művésznevét, a Lady Gagát. Gagát többször hasonlították Madonnához, aki azt mondta, saját magát látja Gagában visszatükröződni. Gaga elmondása szerint Madonnához hasonlóan ő is forradalmasítani akarja a popzenét. Inspirációként említett meg továbbá olyan heavy metal együtteseket, mint az Iron Maiden és a Black Sabbath. Beyoncét kulcsfontosságú zenésznek nevezte, aki zenei karrierjének beindítására bátorította.
Elmondása szerint divat iránti szeretetét édesanyjának köszönheti, ami jelenleg is nagy szerepet játszik karrierjében. Stílusában olyan személyekhez hasonlították Gagát, mint Leigh Bowery, Isabella Blow és Cher. Cher öltözködése nagy hatást gyakorolt Gaga divatérzékére. Donatella Versacét múzsájának tekinti, illetve a 2010-ben elhunyt angol divattervező, Alexander McQueen is a kedvencei közé tartozik. Viszonzásképp Versace „A friss Donatellának” hívja Lady Gagát. Inspirációi közt említette meg Diána walesi hercegnét is, akire gyerekkora óta felnézett.
Gaga „igazi inspirációnak” nevezte az indiai születésű amerikai Deepak Choprát, aki az alternatív gyógyászat területén tevékenykedik, valamint az indiai spirituális vezető, Osho Creativity című könyvéből is idézett már hivatalos Twitter oldalán, amely a kreativitásról és az egyenlőségről szólt.

### Zenei stílusa és témái
- Lady Gaga - Just DanceRészlet Lady Gaga Just Dance című számából, melyben Colby O’Donis is közreműködött. A dal az énekesnő első nemzetközi sikere. Műfajilag a dance-pophoz sorolható. Gyors ütemek, vidám hangulat jellemzi.

Nem tudod lejátszani a fájlt?
- Lady Gaga - Bad RomanceRészlet Lady Gaga Bad Romance című számából. Az elektropop és dance-pop stílusú dal az énekesnő egyik legnagyobb világslágere. „Rah-rah—ah-ah-ah, Roma-roma-ma, Gaga-ooh-la-la” rövid, fülbemászó dallamával, valamint a hozzá készült videoklippel Gaga egyik legjobb alkotásának tartják.[340][341][342]

Nem tudod lejátszani a fájlt?
A kritikusok folyamatosan elemzik és vizsgálják Gaga zenei és előadóművészi stílusát, hiszen karrierjét az állandó megújulás jellemzi. Elmondása szerint ez „felszabadító” hatással van rá egészen gyerekkora óta. Gaga hangja alt, B♭2 és B5 között mozog. Énekstílusát gyakran változtatja, elmondása szerint énekhangilag a Born This Way album áll hozzá a legközelebb. Az Entertainment Weekly szerint „hatalmas érzelmi intelligencia található a hangja mögött”.
A The Sunday Times írója, Camille Paglia „sekélyesnek” nevezte Gaga dalait, míg Evan Sawdey szerint a PopMatters-től Gaga „könnyedén képes elvarázsolni és megmozgatni.” Gaga úgy hiszi, hogy „minden jó zenét el lehet játszani zongorán, úgy, hogy az továbbra is egy sláger maradjon”. Simon Reynolds zenekritikus 2010-ben úgy írt róla, hogy „minden, ami Gagával kapcsolatos, az electroclash-ben gyökerezik, kivéve a zenéjét, amely nem annyira az 1980-as éveket tükrözi – csupán könyörtelenül fülbemászó, 2000-es évekre jellemző popdalok ezek autotune-nal kiszínezve, és R&B-s ütemekkel megspékelve”.
Gaga dalai számtalan téma körül mozognak. A The Fame album a hírnév iránti vágyakozásról szól, míg az azt követő The Fame Monster dalai a hírnév árnyoldaláról szólnak. A hírnév különböző buktatóit egy-egy szörnyetegként („monster”) nevezi meg. A The Fame egy elektropop és dance-pop album, amelyre a 80-as évekbeli pop és 90-es évekbeli Europop hatott, míg a The Fame Monster albumon a 70-es évek glamje és az ABBA együttes diszkó hatása érzékelhető. A Born This Way lemezen angol, francia, német és spanyol dalszöveg is hallható, témáiban olyan vitás és sokak által polgárpukkasztó elemeket dolgoz fel, mint a szex, szerelem, pénz, drog, szabadság, szexualitás és individualizmus. Az albumon Gaga új zenei téren mozgott, úgy mint az elektronikus rock és a techno.
Az Artpop az énekesnő személyes véleményét tükrözi a hírnévről, szerelemről, szexről, függőségekről, a médiáról és a művészetekről. A Billboard magazin R&B, techno, diszkó, és rock lemezként írta le. A Cheek to Cheek-kel Gaga a dzsessz stílusban próbálta ki magát. A Joanne albumon a country, funk, pop, dance, rock, elektronikus zene és folk stílusok uralkodnak. Témáiban az énekesnő magánélete is hangsúlyos szerepet kapott. Az A Star Is Born filmzenei album blues rock, country és bubblegum pop elemeket tartalmaz. A Billboard szerint dalai a változásról, a szenvedésről és a szerelemről szólnak. Chromatica című albumával Gaga visszatért a dance-pop gyökereihez és többek között megénekli a mentális egészséggel kapcsolatos küzdelmeit. Tony Bennett-tel való második közös albuma, a Love for Sale Cole Porter-feldolgozásokat tartalmaz. A Harlequin-t Gaga a Joker: Kétszemélyes tébolyban játszott szerepe ihlette, és a dzsessz zene felé tett kalandozását bővíti. A Mayhemmel Gaga célja az volt, hogy újra elővegye „a popzenét, amit a legrégebbi rajongói szerettek”. A Billboard által „a műfajok kaotikus keveredéseként” jellemzett lemez a szintipopot vegyíti, indusztriális dance hatásokkal, valamint az elektro, a diszkó, az indusztriális pop, a rock és a pop-rock elemeivel. Szövegileg a szerelem, a káosz, a hírnév, az identitás és a vágy témáit járja körül, az átalakulás, a kettősség és a mértéktelenség metaforáit használva.

### Videóklipjei és előadásai
Az állandó ruhaváltozások és provokatív látványelemek miatt Gaga zenei videóit gyakran egy-egy rövidfilmként írják le. A Telephone című dalhoz készült közel 10 perces videóklip Guinness rekordot döntött a benne elhelyezett termékmegjelenítések által. A szerző Curtis Fogel szerint Gaga videóklipjeiben rabszolgaság és szadomazochizmus szerepel, illetve különböző feminista témákat emel ki, míg általánosságban a szexről, az erőszakról és a hatalomról szerepelnek képkockák. Gaga „kicsit feministának” nevezi magát és azt állítja, hogy „nemileg bátorítja a nőket.” 2020-ban Gaga a hatodik helyen végzett a Billboard azon 100 előadót rangsoroló sikerlistáján, akik minden idők legjobb videóklipjeit jelentették meg. A magazin hozzátette, hogy „a ’Lady Gaga’ név örökre szinonimája lesz a kultúrát váltó zenei videóknak.”
Az „egyik legnagyobb élő zenei előadóként” számon tartott Gaga maximalistának nevezte magát, amikor fellépések kidolgozásáról van szó. Előadásai „rendkívül szórakoztatók és újítóak”. A 2009-es MTV Video Music Awardson adott előadását, ahol művér kezdett el folyni az énekesnő mellkasáról, az MTV News „lenyűgözőnek” tartotta. A művér használatát a The Monster Ball turnéjába is beemelte (egyik férfi táncosa látszólag megtámadja az énekesnőt, és megharapja a nyakát, minek következtében vér ömlik a dekoltázsára, ezután Gaga összeesik és úgy tesz mintha meghalna az őt körülvevő vértócsában), melyet sokan bíráltak, többek között Angliában is, ahol a koncert előtt nem sokkal egy tömegmészárlásban tizenkét embert halt meg A 2011-es MTV Video Music Awards gálán saját férfi alteregója, Jo Calderone képében jelent meg, ahol egy pár perces monológ után You and I című dalát adta elő. Laurieann Gibson 2014-ig volt Gaga koreográfusa és kreatív rendezője, őt Richard Jackson váltotta fel.
Rebecca Schiller a Billboard-tól 2018 októberében Gaga változásáról írt cikket, amint végigtekintette videográfiáját a Just Dance-től egészen az A Star Is Born album megjelenéséig. Schiller megjegyezte, hogy az Artpop után Gaga jóval visszafogottabb stílusban nyúlt a zenéhez, amely például a Joanne album kislemezeihez készült videóklipeken is látszódik. A Perfect Illusion dalhoz készült videóban Gaga az extrém öltözékeit hétköznapi ruházatra (shortra és pólóra) cserélte. Visszafogottabb stílusa és megjelenése tovább folytatódott 2017-ben, illetve 2018-ban egyaránt. 2022-ben a The Chromatica Ballról írt kritikájában Chris Willman, a Variety munkatársa úgy vélte, hogy Gaga „a Joanne és az A Star Is Born megjelenése után tovább is kijátszhatta volna a hitelesség kártyáját”, de ehelyett „elhatározta, hogy furcsa marad – vagy csak elég furcsa ahhoz, hogy szükségszerűen ellensúlyozza komolyabb hajlamait”.

## Imidzse és megítélése
Lady Gaga zenéjének, öltözködésének és személyének megítélése nem egységes. A modern kultúrára gyakorolt hatásáról és globális szupersztárrá emelkedéséről Mathieu Deflem szociológus 2011-ben kurzust indított a Dél-Karolinai Egyetemen „Lady Gaga és a hírnév szociológiája” címen. Amikor Gaga az egykori amerikai elnökkel, Barack Obamával találkozott a Human Rights Campaign („Emberi Jogok Kampánya”) adománygyűjtő eseményén, Obama „félelmetesként” írta le a találkozást, mivel 40 centiméteres magas sarkú cipőjével Gaga volt a legmagasabb nő a teremben. Barbara Walters újságíró az ABC News csatornán „2009 tíz legelbűvölőbb embere” közé választotta Lady Gagát. Az interjú során Gaga eloszlatta és csupán városi legendának nevezte azon pletykákat, melyek egy előnytelen kép után terjedtek el, miszerint hermafrodita lenne. A témával kapcsolatban kifejezte érdeklődését a kétneműség iránt. Camille Paglia, a The Sunday Times írója 2010-ben úgy vélte, hogy Gaga „egy mainstream termék, aki azt állítja, hogy a különcöknek énekel, a lázadóknak és megfosztottaknak, miközben ő egyik sem ezek közül.

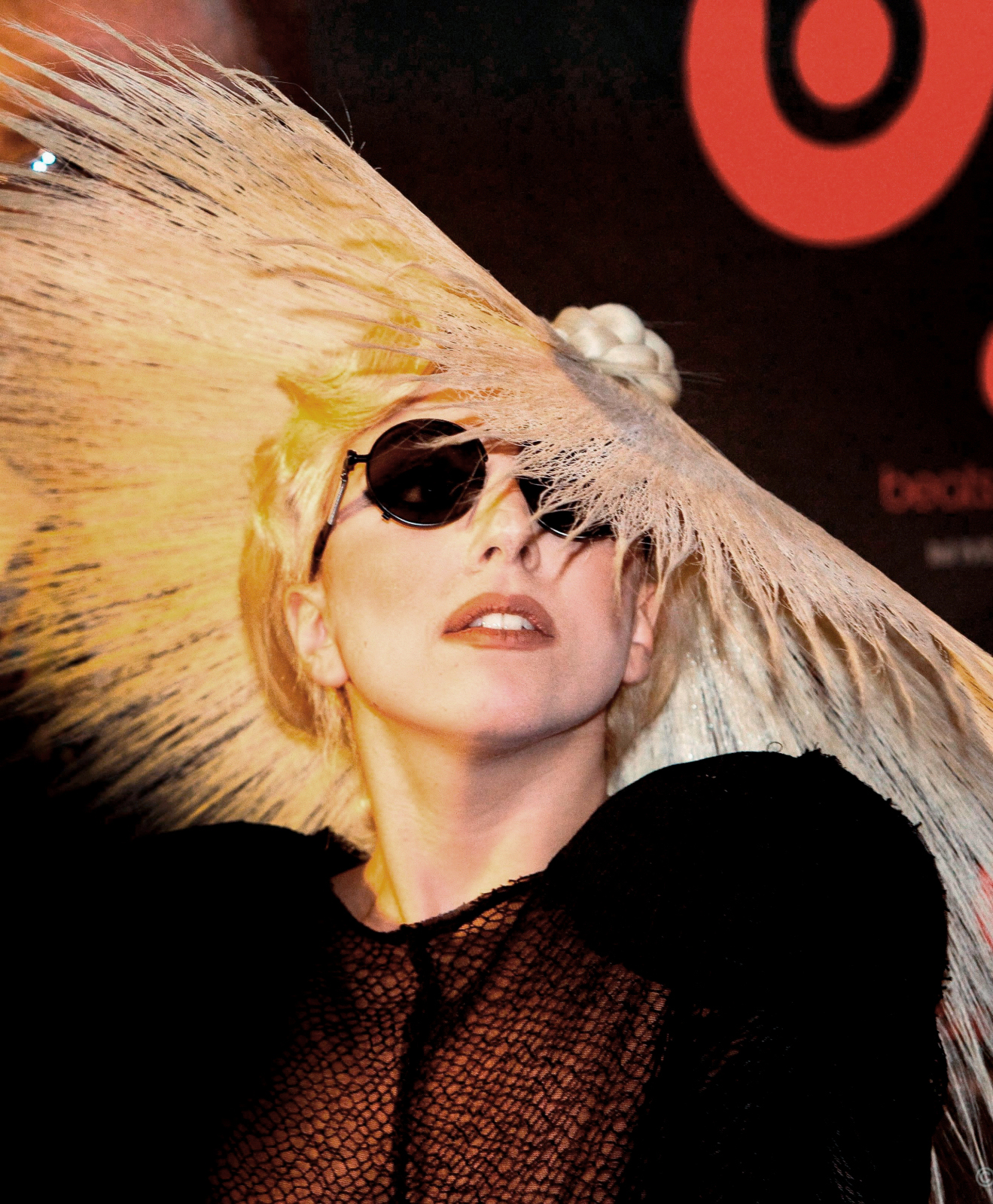
Lady Gaga szalmakalapszerűvé formázott hajjal, 2010-ben. Az énekesnő közismert extravagáns megjelenéséről és a divat iránti elkötelezettségéről.

Gaga divatérzéke és kirívó öltözködése karrierjének egyik kulcsfontosságú eleme. Egyesek divatdiktátornak tartják, mások negatívan reagálnak az énekesnő különc öltözködési stílusára. Gagának van egy saját kreatív produkciós csapata, a Haus of Gaga, amelyet ő maga irányít. A csapat készíti ruháinak jelentős részét, a színpadi kellékeket és Gaga hajkölteményeit is. Karrierjének kezdetén a média Christina Aguilerához kezdte hasonlítani Gagát. 2011-ben összesen 121 nő gyűlt össze a Grammy-gálán Lady Gagának öltözve, ezzel Guinness rekordot döntve. Az Entertainment Weekly Gaga ruháit Az évtized legjobbjai listája végére sorolta, azt írva „Lady Gaga a megjelenéseivel visszahozta az előadóművészetet a porondra.” A People magazin az első helyre sorolta őt a „2021 legjobban öltözött sztárjai” listáján.
„Amikor zenét írok, mindig arra gondolok, milyen ruhában akarom majd előadni. A célom a mindent összefogó előadó művészet, a divat összeolvasztása a zenével. […] Azt akarom hogy a vizuális hatás mindig olyan erős legyen, hogy a rajongók meg akarják enni, ízlelni, nyalni minden egyes részünket.”
A Time magazin Minden idők 100 divatikonja listáján említette meg Gagát kijelentve, hogy „Lady Gaga épp annyira híres megbotránkoztató stílusáról, mint popslágereiről”. Gaga viselt már Muppet-figurákból készített, buborékokból összerakott, illetve nyers húst tartalmazó ruhát is. Utóbbiban a 2010-es MTV Video Music Awards gálán tűnt fel, a húsruhához készült cipő és retikül is. Részben húsruhája miatt a Vogue magazin 2010 legjobban öltözött személyei közt említette meg, illetve a Time magazin is az év szenzációjaként írt róla. A húsruha világszerte nagy médiavisszhangot váltott ki és Lady Gaga egyik védjegyévé vált, annak ellenére, hogy a PETA állatvédő szervezet hevesen tiltakozott ellene. A húsruhát 2012-ben kiállították a washingtoni Női Művészek Nemzeti Múzeumában, illetve 2015 szeptemberében a Rock and Roll Hírességek Csarnokába helyezték.
Gaga „Kis Szörnyecskéknek” nevezi rajongóit, akik viszonzásképp gyakran „Anyaszörnynek” hívják őt. A rajongók iránt érzett elköteleződése miatt magára tetováltatta „becenevüket”. Jake Hall a Vice-tól azt írta, hogy Gaga ezzel egy brandet hozott létre és számos más popsztár, úgymint Taylor Swift, Rihanna és Justin Bieber rajongóira is inspiráló hatással volt. 2012 júliusában Gaga létrehozta saját közösségi oldalát, a LittleMonsters.com-ot, ahol rajongói szabadon megoszthattak bármit gyűlölködés nélkül. Scott Hardy, a Polaroid elnöke méltatta Gagát a rajongókkal való közeli kapcsolata, illetve a rájuk gyakorolt erős hatása miatt.

### Cenzúra
2011-ben Gaga Born This Way című dalának homoszexualitásra és LMBT-témákra utaló szövegét a malajziai AMP Radio Networks műsorszolgáltató cenzúrázta a „jó ízlést vagy illemet sértő vagy a közérzetet sértő” dalokkal szembeni kormányzati korlátozásokkal kapcsolatos megelőző intézkedésként. Ugyanebben az évben a Kínai Népköztársaság Kulturális Minisztériuma – feltehetően a „rossz ízlés és vulgáris tartalom” elleni fellépést célzó utasítást érvényesítve – megtiltotta Gaga hat dalának publikálását a Born This Way albumról az összes kínai zenei weboldalon. 2014-ben a tilalmat feloldották. Azonban az Artpop legális kínai forgalmazásának feltételéül szabták az album borítójának átdolgozását, így eltakarták az énekesnő meztelen testét rajta. A hatóságok a Sexxx Dreams című dal címét is megváltoztatták X Dreams-re.
2016-ban a Dalai Lámával való találkozója miatt a kínai kormány felvette őt az ellenséges külföldi szereplők listájára, a kínai weboldalak és médiaszervezetek pedig azt az utasítást kapták, hogy ne terjesszék a dalait. A Kínai Kommunista Párt Sajtóosztálya (CCPPD) szintén utasítást adott ki az államilag ellenőrzött médiának, hogy ítélje el ezt a találkozót. 2019-ben Gaga képét elsötétítették a 91. Oscar-díjátadóról szóló tudósításokban Kínában, valamint 2021-ben Gaga megjelenését kivágták a Jóbarátok: Újra együtt című különkiadásból; mindkét eset visszatetszést váltott ki a kínai rajongókból.

## Szociális és jótékonysági tevékenysége

Lady Gaga az esőerdők megóvásának fontosságára felhívó The Rainforest Fund jótékonysági koncertjén

Zenei karrierje mellett Gaga számos jótékonysági és humanitárius programban is részt vesz. 2010. január 24-én, a The Monster Ball turné keretében tartott New York-i koncertjének jegyekből befolyt bevételét a 2010-es haiti földrengés károsultjainak megsegítésére ajánlotta fel, hivatalos online boltjának aznapi bevételével együtt. Az énekesnő elmondása szerint körülbelül 500 000 dollár gyűlt össze ily módon. 2011-ben az énekesnő egy újabb természeti katasztrófa áldozatainak támogatásában is részt vett: egy saját tervezésű karkötő eladásaiból befolyt teljes összeget – körülbelül 1,5 millió dollárt – adományozott a japán Vöröskeresztnek és a Save the Children jótékonysági szervezetnek a 2011-es tóhokui földrengés és szökőár áldozatainak megsegítésére. 2011. június 25-én fellépett az MTV Video Music Aid Japan rendezvényen, amelynek célja szintén a japán Vöröskereszt támogatása a károsultak megsegítése érdekében.
Lady Gaga fontosnak tartja, hogy minden nő tisztában legyen a HIV-vírus és az annak következtében kialakuló AIDS kiemelt veszélyével és a fertőzés megelőzésével. 2010-ben Cyndi Lauper énekesnővel karöltve részt vett a MAC kozmetikai cég által szervezett Viva Glam programban, amelynek keretében a nevükkel fémjelzett rúzsok kerültek a boltokba. Gaga 202 millió dolláros bevételt ért el, amit teljes egészében az AIDS-fertőzöttek megsegítésére és figyelemfelhívó programok finanszírozására fordítottak. 2010. május 13-án Gaga részt vett a Sting és felesége, Trudie Styler által alapított The Rainforest Fund jótékonysági rendezvényen, amelynek célkitűzése az volt, hogy felhívja az emberek figyelmét az óriási veszélyben lévő esőerdők megóvásának fontosságára. Gaga a rendezvényen Elton Johnnal, Bruce Springsteennel, Stinggel, Debbie Harryvel, és Shirley Basseyvel közösen énekelt a nemes cél érdekében. 2012-ben a Sandy hurrikán károsultjainak megsegítésére Gaga 1 millió dollárt adományozott az Amerikai Vöröskereszt számára.
2016-ban csatlakozott Joe Biden, az Amerikai Egyesült Államok 47. alelnökének és a Fehér Ház It’s On Us elnevezésű kampányához, melyben az amerikai egyetemi campusokon rendszeresen fenyegető szexuális erőszak ellen küzdöttek a résztvevők. 2016. június 26-án Gaga részt vett a 84. alkalommal megrendezésre kerülő Egyesült Államok Polgármesteri Konferenciáján Indianapolisban, ahol a 14. Dalai Lámával a kedvesség és az együttérzés fontosságáról, valamint a világ jobbá tételének lehetőségeiről beszélgettek. 2020 áprilisában a COVID-19 világjárvány alatt Gaga szervezésében megrendezésre került a One World: Together at Home című jótékonysági televíziós különkiadás, amely során a Global Citizen civil szervezettel együttműködve több mint 127 millió dollár gyűlt össze az Egészségügyi Világszervezet (WHO) alapítványába a járvány leküzdése céljából.

### Lady Gaga mint melegjogi aktivista

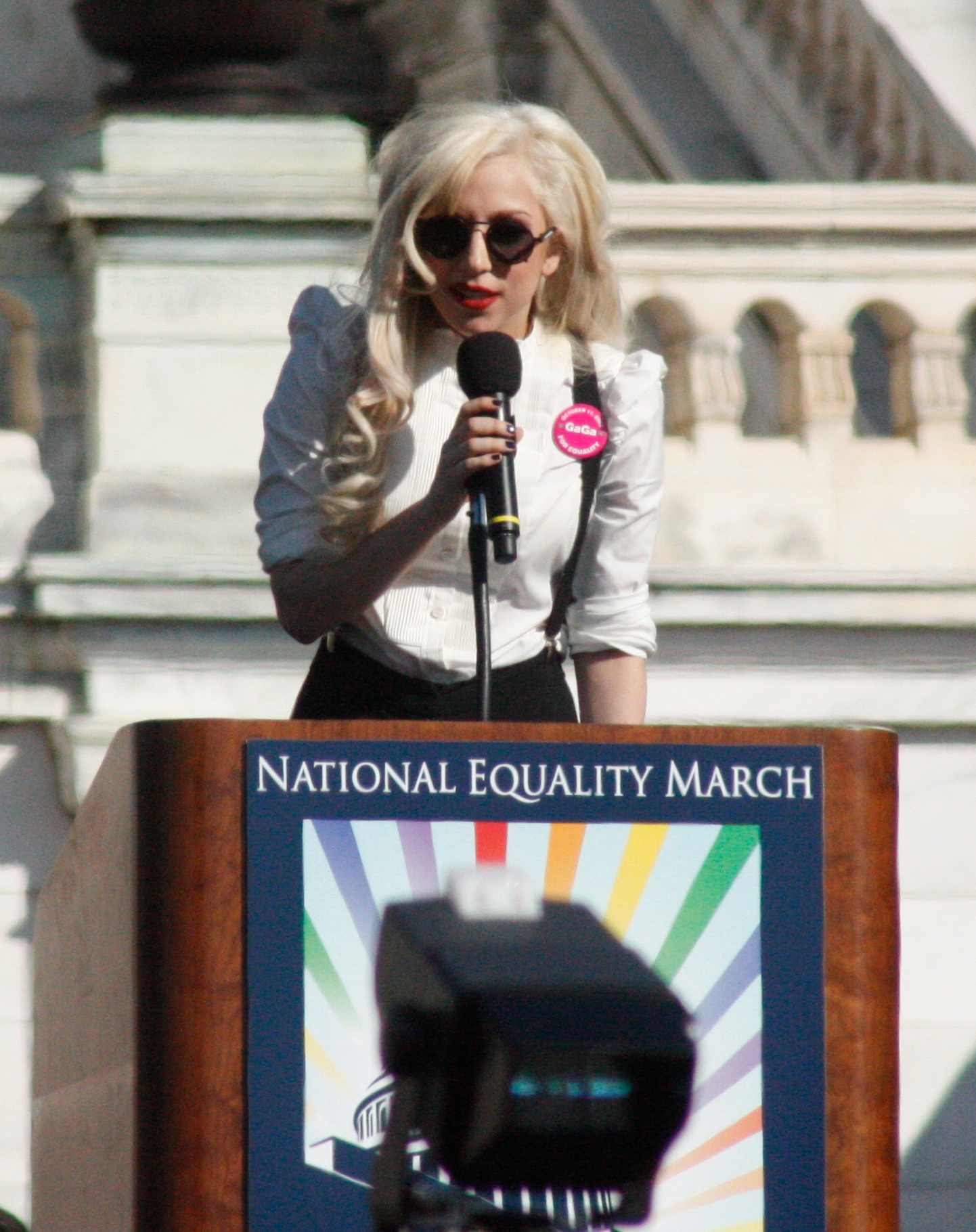
Lady Gaga beszédet mond a National Equality March-on 2009. október 11-én

Gaga korai énekesnői sikereit leginkább meleg rajongóinak köszönhette. Karrierje elején nehézségekbe ütközött, amikor dalai rádiókba kerülését próbálta elérni. Ennek kapcsán ezt mondta: „A fordulópontot számomra a meleg közösség jelentette. Olyan sok meleg rajongóm van, akik nagyon hűségesek hozzám, és nagy szerepük van abban, hogy összeszedtem magam. Mindig mellettem állnak, és én is mindig mellettük leszek. Nem egyszerű dolog megteremteni a rajongói bázisomat.” Debütáló albumának, a The Fame-nek köszönetnyilvánító részében megköszönte a FlyLife nevű, terjesztéssel foglalkozó New York-i LMBT-szervezet segítségét. Ezt írta: „Ti voltatok az első szívdobbanás ebben a projektben, és támogatásotok a világot jelenti nekem. Mindig küzdeni fogok a meleg közösségért, összefogva veletek, ezzel a hihetetlen csapattal”. Gaga egyik első TV-fellépése a NewNowNext Awards gála volt 2008 májusában, amelyet a Logo nevű, a meleg és leszbikus közösséget megcélozó csatorna közvetített. Első kislemezdalát, a Just Dance-et adta elő. 2008 júniusában a San Franciscó-i melegfelvonuláson is elénekelte a dalt.
A The Fame album megjelenése után az énekesnő elmondta, hogy Poker Face című számában biszexualitásáról énekelt. A Rolling Stone magazinnak adott interjújában beszélt arról, hogyan reagálták exbarátai arra, hogy a lányok iránt is vonzalmat táplál. 2009 májusában, amikor meghívást kapott a The Ellen DeGeneres Showba, méltatta a nyíltan leszbikus DeGenerest, amiért „egy inspiráció a nőknek és a meleg közösségnek”. A 2009. október 11-én, a National Mallon megrendezett, a melegek esélyegyenlőségének, elfogadtatásának kivívását célul tűző National Equality March rendezvényt karrierje legfontosabb eseményének nevezte. A gyűlésén előadta John Lennon Imagine című dalát, és előtte hozzátette: „Ma nem a saját számaim valamelyikét fogom [előadni], mert ez az este nem rólam szól, hanem rólatok.” A dal eredeti szövegét részben megváltoztatta, hogy megemlékezzen vele egy Matthew Shephard nevű főiskolás fiúról, akit homoszexualitása miatt öltek meg.

Gaga a 2010-es MTV Video Music Awards gálán egyik díját Mike Almy, David Hall, Katie Miller és Stacy Vasquez, négy LMBT katona társaságában vette át. Mindegyikük szolgálati engedélyét bevonták a „Don’t Ask, Don’t Tell”, röviden DADT („Ne kérdezz semmit, ne válaszolj”) törvény miatt, amely kikötötte, hogy a fegyveres erők tagjainak hallgatniuk kell szexuális orientációjukról. A gálán Gaga többek között egy argentin divattervező, Franc Fernandez által tervezett, nyers húsdarabokból álló ruhát viselt és elmondta, hogy nem állt szándékában bárkit is megsérteni, csupán az emberi jogok problémáját akarta kifejezni az LMBT közösségen belül. „Ha nem állunk ki mindazért, amiben hiszünk, és ha nem harcolunk a jogainkért, nemsokára ugyanannyi jogunk lesz bármire is, mint amivel a csontunkon lévő hús rendelkezik”. Később három YouTube videóban buzdította amerikai rajongóit arra, hogy vegyék fel a kapcsolatot szenátoraikkal, és vegyék rá őket a törvény megbuktatására. 2010. szeptember 20-án részt vett a Servicemembers Legal Defense Network által szervezett "4the14K" ("A 14 000-ért") rendezvényén, melyet a Maine állambeli Portland Deering Oaks parkjában tartottak. A rendezvény nevével arra akarták felhívni a figyelmet, hogy a DADT miatt körülbelül 14 000 katona vesztette el szolgálati jogát. Gaga beszédében az amerikai szenátushoz szólt, és a DADT hatálytalanítását sürgette. Nem sokkal később a The Advocate a melegek és leszbikusok „igazán elszánt szószólójának” nevezte az énekesnőt. 2011 júniusában részt vett a Rómában megrendezett EuroPride-on, az LMBT méltóságot ünneplő páneurópai rendezvénysorozat összejövetelén. Közel húsz perces beszédében bírálta az amerikai kormányt a melegek házasodási jogának elutasítása miatt, illetve kritizálta Oroszország, Lengyelország, Litvánia, Magyarország és Libanon intoleráns hozzáállását az LMBT közösséghez. A melegeket „a szerelem forradalmárainak” nevezte.

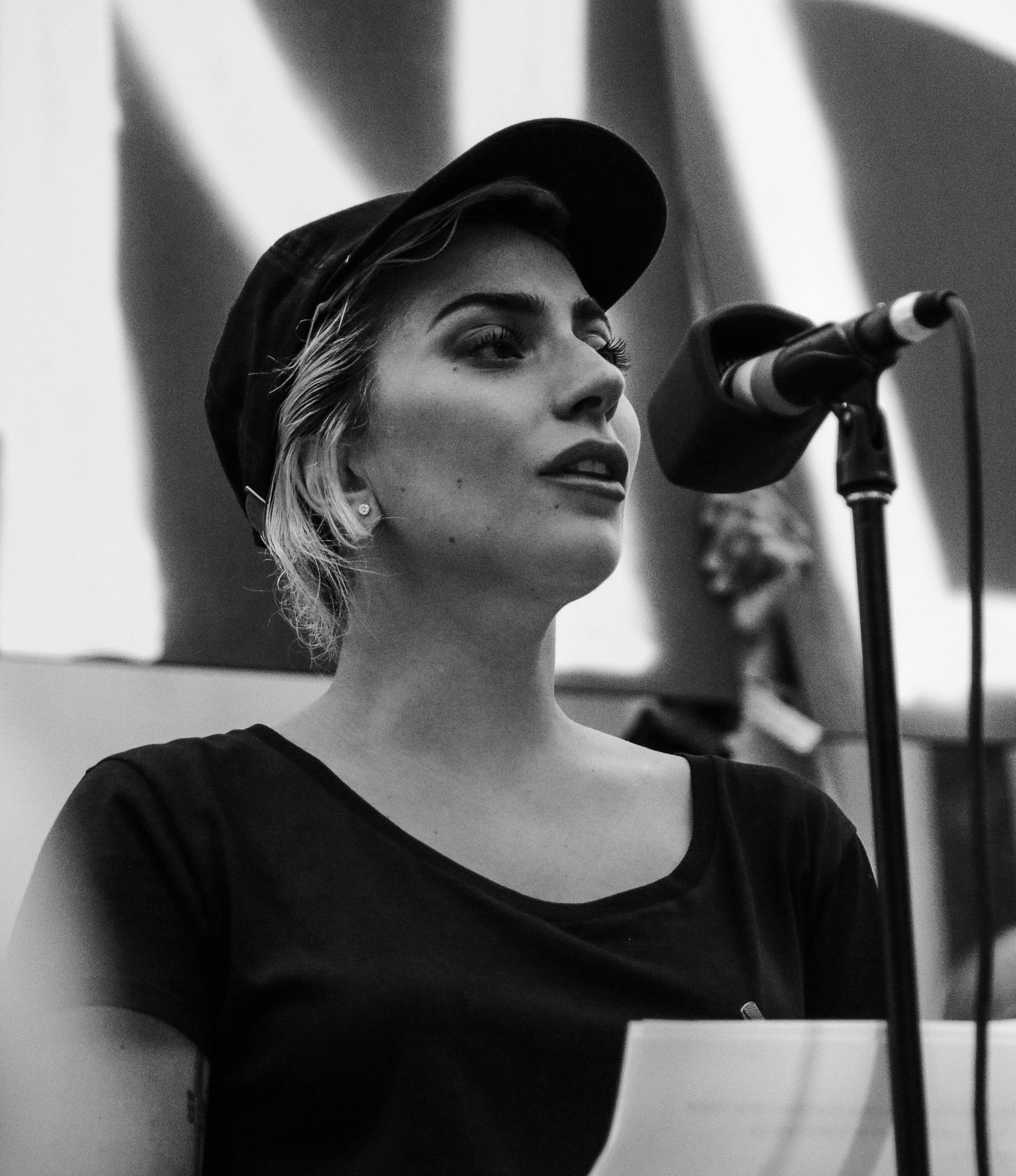
Lady Gaga beszédet mond az orlandói terrortámadás áldozatainak emlékére 2016-ban Los Angelesben

2016 júniusában az orlandói terrortámadás áldozatainak megemlékezésén beszédet mondott Los Angelesben, ahol felolvasta a támadásban meggyilkolt 49 ember nevét. Ugyanabban a hónapban feltűnt a Human Rights Campaign („Emberi jogok kampánya”) videójában, melyet az áldozatok emlékére készítettek. 2016 novemberében nyíltan ellenezte a frissen megválasztott amerikai elnök, Donald Trump politikáját. Gaga bírálta Trump katonai döntését, miszerint transzneműek nem léphetnek be a hadseregbe. A 2016-os amerikai elnökválasztáson Gaga az egykori külügyminisztert, Hillary Clintont támogatta. 2019 januárjában Gaga az amerikai alelnök, Mike Pence ellen szólalt fel, akinek felesége, Karen Pence olyan iskolában dolgozik, ahol elutasítják az LMBT-diákokat. Gaga kijelentette: „keresztény nő vagyok, és amit a kereszténységről tudok az az, hogy nem vagyunk előítéletesek, és mindenkit szeretettel várunk.”

### A Born This Way Alapítvány
Amerikai nonprofit szervezet, alapító tagja Lady Gaga és édesanyja, Cynthia Germanotta. Az alapítványt 2011-ben hozták létre, melynek fő célja az ifjúság inspirálása, védelme és egy kedvesebb világ létrehozása a melegek, leszbikusok, biszexuálisok, transzneműek és minden megfélemlített és terrorizált fiatal számára. A cél a bántalmazások, és öngyilkosságok megelőzése.
Lady Gaga 2011 szeptemberében találkozott Barack Obama amerikai elnökkel, hogy beszéljenek a témáról és Gaga azon terveiről, hogy megelőzzék az erőszakoskodásokat. Szó volt a tizennégy éves Jamey Rodemeyerről, aki azért vetett véget életének, mert homoszexualitása miatt terrorizálták. Halála előtt feltöltött egy videót az internetre („It Gets Better”), és megosztotta azt Facebook oldalán.
A The Guardian szintén észrevette Lady Gaga érdeklődését a pusztító iskolai lövöldözések iránt, amit a diákok követtek el.
Lady Gaga azt mondta, hogy az iskolák erőteljes helyek, hogy társadalmi változást tegyenek, ezért reméli, hogy üzenete szeretetet, elfogadást és toleranciát fog nyújtani. „A nap végén a cél nem csak az áldozat megmentése" (mondja) – "szintén meg kell menteni a zsarnokot.”
Lady Gaga 2012 májusában bejelentette, hogy a Born Brave Bus követni fogja turnéi állomásain, melynek célja a terror és homofóbia ellenes mozgalom, az ifjúság támogatása és védelme. Számos iskolával csatlakoztak az ügy érdekében, illetve az Office Depot vállalattal, aminek segítségével „bátorságkarkötőket” és motivációs kártyákat dobtak piacra, aminek az értékesítési ár 25%-át az alapítványnak ajánlotta az Office Depot. Magyarországon nem adtak ki ilyen termékeket.
2013-ban tovább bővült a Born Brave Bus feladatköre, miszerint a fiatalok megmentésén túl a saját maguk és testük elfogadása lett a cél.
Lady Gaga feltöltött több fehérneműs képet magáról az internetre, és azt írta, hogy 15 éves korától szenvedett étkezési problémákkal, bulimiában és anorexiában, „és ha nyilvánosságra hozzuk hibáinkat, azok már nem lesznek szörnyűek”.
2015. október 24-én Gaga és Born This Way Alapítványa a Yale Egyetemmel együttműködve megtartotta az Emotion Revolution („Érzelmek Forradalma”) elnevezésű eseményt több mint kétszáz fiatal tanuló jelenlétében. Céljuk az volt, hogy felhívják a figyelmet az érzelmek fontosságára a mai fiatalok életében. Gaga saját érzelmi problémáival kapcsolatos tapasztalatait is beleszőtte beszédébe, valamint arról is beszélt, hogyan lehet ezeket megoldani. 2016-ban az Alapítvány az Intel-lel, a Vox Media-val és a Re/code-dal fogott össze, hogy az online felületen fenyegető zaklatások ellen harcoljanak közös erővel. Továbbá azt is bejelentették, hogy a Lady Gaga vendégszereplésével készült V magazin 99. számának teljes bevételével a Born This Way Alapítványt támogatják.
2018-ban A kedvesség világnapján ételt és italt szállítottak a Vöröskereszt táborába, ahová a kaliforniai erdőtűz elől menekülő embereket evakuálták. Az alapítvány összeállt a Starbucksszal és a SoulCycle-lel is, hogy a katasztrófában segédkező tűzoltóknak köszönetet mondjanak. Novemberben a több ezer amerikai mellett Lady Gaga is arra kényszerült, hogy elmeneküljön malibui otthonából a közelben pusztító tűzvész miatt.
2019 márciusában Gaga a Born This Way Alapítvány támogatóinak szánt üzenetében az Országos Viselkedésgyógyászati Tanáccsal együttműködésben egy új kísérleti program elindítását jelentette be, amellyel a mentális zavarokkal küzdő tinédzsereket segítik. Gaga levelében leírta saját történetét, hogy miként sikerült leküzdenie mentális problémáit: „Tudom, hogy mit jelent, ha valaki támogat engem, és megérti, hogy min megyek keresztül és a világon minden egyes fiatal mellett kellene lennie valakinek, akihez fordulhat, ha baj van. Az én életemet megmentette és megmenti az övékét is.” 2020. szeptember 22-én Gaga kiadta a Channel Kindness: Stories of Kindness and Community című antológia jellegű könyvét, amely 51, a Born This Way Alapítvány által összegyűjtött történetet tartalmaz a kedvességről, a bátorságról és a stressztűrésről szerte a világból. A könyvet egy 21 napos „kedvességi kihívással” népszerűsítette hivatalos Twitter fiókján keresztül a #BeKind21 hashtag használatával.

## Hatása

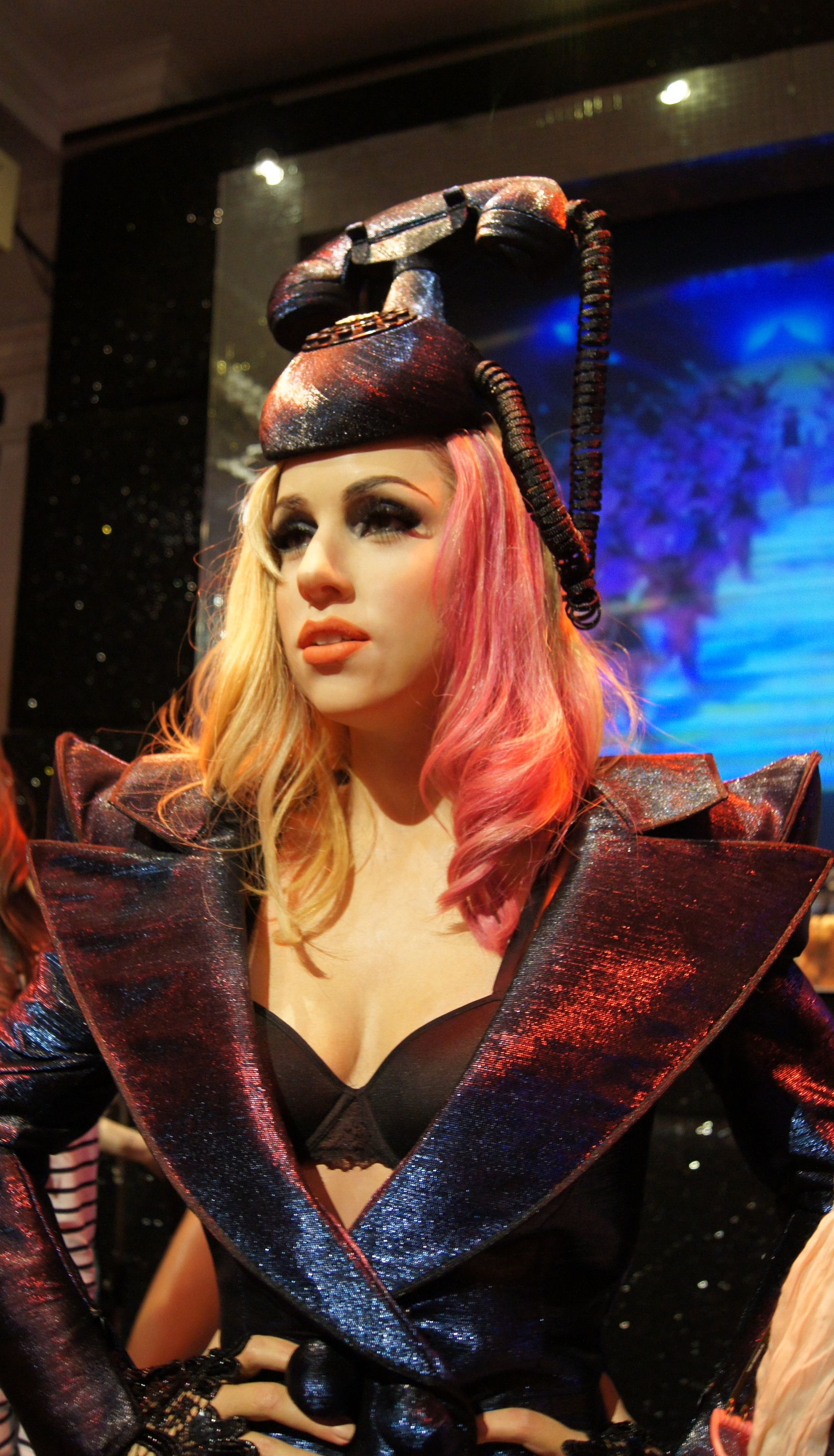
2010-ben nyolc viaszbábut állítottak ki Lady Gagáról a londoni Madame Tussauds múzeumban

2011-ben a Rolling Stone magazin Gagát „A pop királynőjének” választotta (az eladott lemezek és a közösségi médiában való jelenléte alapján), valamint 2012-ben a negyedik helyen végzett a VH1 csatorna A 100 legnagyobb női zenész listáján. 2012-ben a Varsói Nemzeti Múzeum 150. születésnapja alkalmából létrehozott ideiglenes kiállítás, a The Elevated. From the Pharaoh to Lady Gaga egyik címszereplője volt, ahol az emberiség történetét mutatták be az őskortól kezdve a modern korig.
Gagára gyakran úttörőként tekintenek, aki olykor különc öltözködésmódjával vagy polgárpukkasztó tetteivel fontos kérdésekre, témákra hívja fel a figyelmet. Frankie Graddon, a The Independent újságírója szerint Gaga – aki húsruhát viselt, hogy kifejezze nemtetszését az amerikai hadsereg „don't ask, don't tell” (magyarul „ne kérdezz, ne válaszolj”) politikája iránt – befolyásolta a vörös szőnyegen való, az öltözködésen keresztüli véleménynyílvánítást. A Billboard a „2009-es év legnagyobb popsztárjának” nevezte őt, és azt írta, hogy „azt mondani, hogy egyéves felemelkedése az újoncból MVP-vé meteorikus volt, nem teljesen pontos, mivel nem csak sikeres volt, hanem mindent megváltoztatott – köszönhetően a megújításra való mohó étvágyának”. A The Fame című albumának sikere által – 2013-ban a Rolling Stone magazin minden idők egyik legjobb debütáló albumának nevezte meg – Gaga egyike azon előadóknak, akik a 2000-es évek végén, illetve a 2010-es évek elején nagyban hozzájárultak a szintipop népszerűségének növekedésében.
Kelefa Sanneh, a The New Yorker munkatársa szerint „Lady Gaga utat tört a szókimondó popsztároknak azzal, hogy saját hírnevét fejlődő művészeti projektként kezelte”. A Born This Way-t minden idők 50 legjobb női albuma közé soroló Rob Sheffield a Rolling Stone-tól úgy véli, „nehéz egy olyan világot elképzelni, ahol ne létezne Lady Gaga. Az azonban biztos, hogy sokkal unalmasabb lenne”. A Time 2015-ben azt is megjegyezte, hogy Gaga „gyakorlatilag látványosságként találta fel a popzene jelenlegi korszakát”. Daniel D’Addario, a Variety újságírója egy évtizeddel később is kiemelte, hogy Lady Gaga látványosság iránti érzéke milyen nagy hatással volt a következő generációs előadókra, és „a popsztárok popsztárjának” nevezte. Úgy vélte, hogy Sabrina Carpenter önironikus, ultracsillogó camp-stílusa, Billie Eilish nagyszabású show-elemei, valamint Chappell Roan „drag-hatásokkal átszőtt, előadásközpontú szellemisége” és „az a lelkesedése, hogy a jelmezeket és a sminket használja a történetei elmeséléséhez” mind abból erednek, hogy gyerekkorukban látták a Bad Romance videoklipjét.
Egy 2017-ben a Psychology of Aesthetics, Creativity, and the Arts című szaklapban megjelent, a fülbemászó dalok dallamainak szerkezeti mintáit vizsgáló folyóirat számára 3000 résztvevő összeállított egy listát a legfülbemászóbb számokról, amelyeken Gaga Bad Romance, Alejandro és Poker Face című számai az első, a nyolcadik és a kilencedik helyen szerepeltek. 2018-ban az NPR a 21. század második legbefolyásosabb női előadójának nevezte őt, és „a digitális korszak egyik első nagy művészeként” emlegette. A Billboard 2024-ben, a 21. század legnagyobb popsztárjait felsoroló listáján az ötödik, a 2025-ös „A 21. század 100 legjobb női előadója” listáján a hatodik helyre sorolta Gagát. Munkássága olyan előadók és együttesek karrierjére volt hatással, mint Beyoncé, Taylor Swift, Miley Cyrus, Nicki Minaj, Cardi B, Ellie Goulding, Halsey, Jennifer Lopez, Nick Jonas, Sam Smith, Ava Max, Doja Cat, Noah Cyrus, Katherine Langford, Kanye West, Bebe Rexha, Kim Petras, az MGMT, Greyson Chance, és a Blackpink.
Tiszteletére több újonnan felfedezett páfrányfajt róla neveztek el, úgy mint a G. germanotta és a G. monstraparva. A monstraparva elnevezés Gaga rajongóinak nevére („little monsters”) utal. Továbbá elneveztek róla egy kihalt emlősállatot (Gagadon minimonstrum) és egy parazita darazsat (Aleiodes gaga).
A tajvani Taichungban július 3-át „Lady Gaga-napnak” nevezték el, ami az első alkalmat jelzi, amikor Gaga 2011-ben az országba látogatott. 2021 májusában a Born This Way tízéves évfordulója és kulturális hatása alkalmából West Hollywood polgármestere, Lindsey P. Horvath a város kulcsát adta át Gagának, és május 23-át „Born This Way-nappá” nyilvánította. A Robertson Boulevardon egy utcafestményt is bemutattak a Daniel Quasar által készített büszkeségzászló változatával, amelyen az album címe szerepel, tisztelgésként az album előtt, és hogy az évek során hogyan inspirálta az LMBT-közösséget.

## Elért eredmények és elismerések
Elismerései közül kiemelendő 14 Grammy-díja, 1 Oscar-díja, 1 Emmy-díja, 2 Golden Globe-díja, 1 BAFTA-díja, 3 Brit-díja, 18 MTV Video Music Awards-díja, 18 Guinness-világrekordja, illetve a Dalszerző Hírességek Csarnokának Kortárs Ikon-díja, amelyet neki adtak át valaha először. A National Arts Awards-on a „Fiatal művésznek” járó elismerést érdemelte ki, amit olyan egyéneknek adnak át, akik már karrierjük korai szakaszán hihetetlen eredményeket értek el és vezetői készségük példamutató. 2016-ban a Grammy Múzeum neki ítélte a Jane Ortner-művészeti díjat, valamint szerepelt a The Advocate magazin „Az év embere” szavazásának finalistái között. 2018-ban megkapta A legjobb színésznőnek járó díjat az Amerikai Filmkritikusok Szövetségétől. Az Amerikai Divattervezők Tanácsától (CFDA) divatikon életműdíjat kapott. 2019-ben a Csillag születik filmzenei albumával és annak Shallow című dalával Gaga az első női előadóvá vált a díjátadók történetében, akit egyazon évben Oscar-díjjal, Grammy-díjjal, BAFTA-díjjal, illetve Golden Globe-díjjal jutalmaztak. A 2020-as MTV Video Music Awards-on megkapta a Tricon-díjat, melyet neki adtak át valaha először, amiért a szórakoztatóipar több területén is nagy sikereket ért el.
A Billboard magazin a 2009-es év legnagyobb popsztárjának titulálta, illetve 2010-ben és 2011-ben is előkelő helyen említette. Gaga egymás után többször is bekerült a Billboard év előadóit összesítő listáiba (2010-ben őt választották az év előadójának). A magazin rangsora szerint Gaga a 2010-es évtized tizenegyedik legkiemelkedőbb előadója. 2015-ben az év nőjének választották, 2024-ben pedig az ötödik helyre került a 21. század legnagyobb popsztárjainak listáján. 262 hetével az első helyen ő a Billboard Dance/Electronic Albums lista rekordere, valamint 2008-as The Fame című albuma tartja a rekordot, mint a legtöbb héten át listavezető album (193 nem egymást követő hét). 2011-es Born This Way albumát a Rolling Stone magazin 2020-ban beválasztotta Minden idők 500 legjobb albuma közé, míg 2021-ben a Bad Romance helyet kapott Minden idők 500 legjobb dala, videóklipje pedig Minden idők 100 legjobb videóklipje között, melyet szintén a Rolling Stone adott ki. A magazin 2023-ban Gagát Minden idők 200 legjobb énekese közé sorolta.
2018-ig bezárólag Lady Gaga hozzávetőlegesen 170 millió felvételt adott el világszerte. Kislemezei a világ legnagyobb példányszámban értékesített felvételei közt szerepelnek, ezzel minden idők egyik legtöbb zenei kiadványt értékesítő előadójának számít. Koncertsorozatait tekintve is kiemelkedő eredményeket ért el; 2022-ig bezárólag több mint 689,5 millió dolláros bevételt ért el koncertturnékból és rezidenciákból 6,3 milliós látogatottsággal. A Billboard Boxscore adatai szerint Gaga csupán az ötödik női előadó a zenetörténelemben, aki átlépte a félmilliárd dolláros bevételi határt. Az Amerikai Hanglemezgyártók Szövetségének (RIAA) adatai szerint Gaga minden idők egyik legnagyobb digitális kislemezeladást produkáló előadója az Egyesült Államokban, miután 87,5 millió minősített eladással rendelkezik az országban. 2014-ben az első női előadóként kapta meg a RIAA Digitális Gyémánt Díját, illetve Gaga azon kevés előadók közé tartozik, akiknek három gyémánt minősítést elérő kislemeze jelent meg (Bad Romance, Poker Face és Just Dance). 2020-ig hat kislemeze szerepelt az International Federation of the Phonographic Industry éves Top 10-es globális kislemezlistáján (Just Dance, Poker Face, Bad Romance, Telephone, Born This Way és Shallow), ezzel rekordot állított fel a legtöbb női előadó által jegyzett dalok között. Gaga az első előadó, akinek két dala is átlépte a hétmilliós letöltési határt az Egyesült Államokban (Just Dance és Poker Face), valamint az első női előadó, akinek négy kislemeze is (Just Dance, Poker Face, Bad Romance, Shallow) 10 millió példányban kelt el világszerte.
A Guinness Világrekordok Könyve szerint 2011 és 2013 között Gaga volt a Twitter legtöbb követővel rendelkező személye. 2013-ban a gyűjtemény a leghíresebb sztárnak, 2014-ben pedig a legbefolyásosabb popsztárnak nevezte meg. A Forbes magazin legnagyobb bevételt elérő személyei listáján minden évben szerepelt 2010 és 2015, majd 2018 és 2020 között. 2010 és 2015 között Gaga 62 millió, 90 millió, 52 millió, 80 millió, 33 millió és 59 millió dolláros bevételre tett szert évente, míg 2018 és 2020 között 50 millió, 39 millió, illetve 38 millió dollárt keresett. 2010 és 2014 között a világ legbefolyásosabb női közt említette meg a magazin. A Time magazin a világ egyik legnagyobb hatással bíró személyének választotta 2010-ben, illetve 2019-ben, valamint egy 2013-as olvasói szavazás alapján az elmúlt tíz év második legbefolyásosabb emberének nevezte.
2012 márciusában Gaga a negyedik helyen végzett a Billboard magazin legnagyobb pénzcsinálókat rangsoroló listáján 25 millió dolláros bevétellel, amelyben a Born This Way albumeladásai és a The Monster Ball turné jegyértékesítései szerepeltek. 2011-ben, majd 2013-ban is az első helyen végzett a Forbes A legtöbb bevételt elérő 30 alatti sztárok listáján. 2016 februárjában a magazin 275 millió dollárra, akkori árfolyamon számolva 81 milliárd forintra becsülte Gaga vagyonát. 2019 decemberében a tizedik helyen végzett a Forbes magazin Az évtized legnagyobb bevételt elérő zenészei listáján 500 millió dolláros keresettel; női előadók között ő volt a negyedik legtöbbet kereső zenész a listán.

## Diszkográfia
| Stúdióalbumok - The Fame (2008) (újra kiadva The Fame Monster címen 2009-ben) - Born This Way (2011) - Artpop (2013) - Cheek to Cheek (Tony Bennett-tel) (2014) - Joanne (2016) - Chromatica (2020) - Love for Sale (Tony Bennett-tel) (2021) - Mayhem (2025) | Filmzenei albumok - A Star Is Born (Bradley Cooperrel) (2018) - Top Gun: Maverick (Music from the Motion Picture) (Lorne Balfe-fal, Harold Faltermeyerrel, és Hans Zimmerrel) (2022) - Harlequin (2024) - Joker: Folie à Deux (2024) |

## Filmográfia
| Film - Machete gyilkol (2013) - Sin City: Ölni tudnál érte (2014) - Gaga: Five Foot Two (2017) - Csillag születik (2018) - A Gucci-ház (2021) - Joker: Kétszemélyes téboly (2024) | Televízió - Amerikai Horror Story: Hotel (2015–2016) - Amerikai Horror Story: Roanoke (2016) |

## Turnék és rezidenciák
| Felvezető előadóként - New Kids on the Block Live (a New Kids on the Block koncertje előtt, 2008) - Doll Domination Tour (a Pussycat Dolls koncertje előtt, 2009) Önálló turnék - The Fame Ball Tour (2009) - The Monster Ball Tour (2009–2011) - Born This Way Ball (2012–2013) - ArtRave: The Artpop Ball (2014) - Joanne World Tour (2017–2018) - The Chromatica Ball (2022) - The Mayhem Ball (2025–2026) | Más előadóval közös turnék - Cheek to Cheek Tour (Tony Bennett-tel) (2014–2015) Rezidencia-koncertsorozatok - Lady Gaga Live at Roseland Ballroom (New York, 2014) - Lady Gaga Enigma + Jazz & Piano (Las Vegas, 2018–2024) |

## Fordítás
- Ez a szócikk részben vagy egészben  a   Lady Gaga című angol Wikipédia-szócikk fordításán alapul.  Az eredeti cikk szerkesztőit annak laptörténete sorolja fel. Ez a jelzés csupán a megfogalmazás eredetét és a szerzői jogokat jelzi, nem szolgál a cikkben szereplő információk forrásmegjelöléseként.

## Magyar nyelvű irodalom
- Lady Gaga – Képregény, rajz Dan Glasl, Rusty Gilligan, Kamui Oscuro, ford. Sárosi Lilla; Totem Plusz, Budapest, 2010
- Michael Fuchs-Gamböck–Thorsten Schatz: Lady Gaga, ford. Markwarth Zsófia, Egmont, Budapest, 2010 (Tini sztárok titkai) ISBN 978-963-629-659-9
- Johnny Morgan: Gaga, ford. Tóth Bálint, Hangoskönyv, Budapest, 2010 ISBN 978-963-9774-19-3
- H. Nagy Péter: Médiaterek Lady Gaga korában – Kalandozások a popkultúra területén; Media Nova M, Budapest, 2017 ISBN 978-808-9734-252